# Storia di Gibilterra

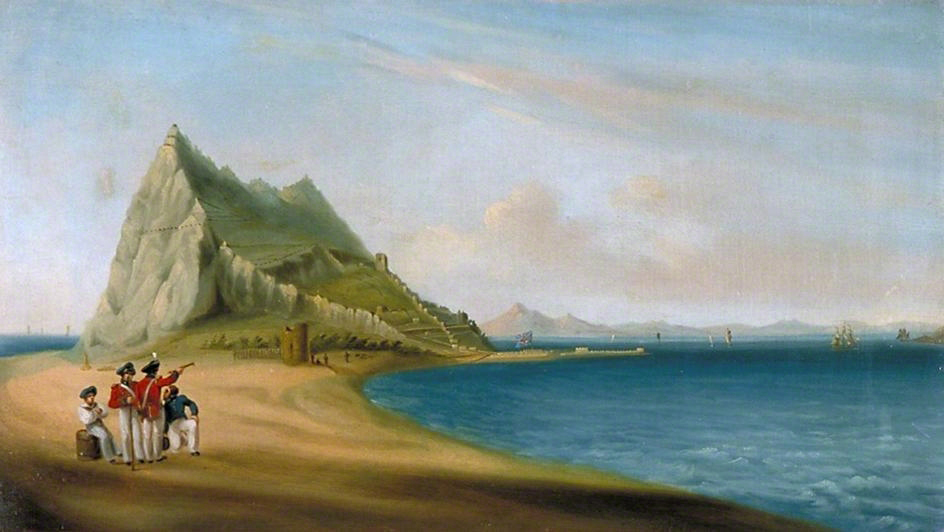
Veduta settentrionale di Gibilterra dalle coste spagnola di John Mace (1782)

Posizione di Gibilterra nell'estremo sud della penisola iberica

La storia di Gibilterra, una piccola penisola sulla costa iberica meridionale vicino all'ingresso del Mar Mediterraneo, che abbraccia da oltre 2 900 anni. La penisola è mutata da luogo sacro nei tempi antichi a "uno dei luoghi più densamente fortificati e contesi in Europa", come affermato dallo storico Rose. La posizione di Gibilterra le ha conferito un ruolo importante nella storia dell'Europa e la sua città fortificata, fondata in epoca medievale, ha ospitato guarnigioni che hanno resistito a numerosi assedi e battaglie nel corso dei secoli.
Gibilterra fu abitata per la prima volta oltre 50 000 anni fa dai neandertaliani e potrebbe essere stato uno dei loro ultimi luoghi di abitazione prima che si estinguessero circa 10 000 anni più tardi. La storia scritta di Gibilterra comincia intorno al 950 a.C. con i Fenici, i quali si stanziarono nei pressi dello stretto. Cartaginesi e Romani in seguito venerarono Ercole in santuari che pare fossero stati costruiti sulla rocca di Gibilterra, chiamata Mons Calpe, "Montagna cava", e considerata una delle due colonne d'Ercole.
Gibilterra entrò a far parte del regno visigoto di Hispania in seguito al crollo dell'impero romano e passò sotto il dominio musulmano moresco nel 711 d.C.: è da quel periodo che fu insediata in maniera stabile per la prima volta dai Mori e ribattezzata Jebel Tariq - il Monte di Tariq, successivamente mutato e storpiato in Gibraltar. La corona di Castiglia e León la annetté nel 1309, perdendola a vantaggio dei Mori nel 1333 e riguadagnandola una seconda volta nel 1462. Gibilterra entrò a far parte del Regno unificato di Spagna e rimase sotto il dominio spagnolo fino al 1704. Fu espugnata durante la guerra di successione spagnola da una flotta anglo-olandese in nome di Carlo VI d'Austria, contendente asburgico al trono spagnolo. Alla fine della guerra, la Spagna cedette il territorio alla Gran Bretagna ai sensi del trattato di Utrecht del 1713.
La Spagna cercò di riprendere il controllo di Gibilterra, nel frattempo dichiarata dalla Gran Bretagna una colonia della corona, esercitando pressioni militari, diplomatiche ed economiche. Gibilterra fu assediata e pesantemente bombardata durante tre guerre tra Gran Bretagna e Spagna, ma gli attacchi vennero respinti in ogni occasione. Alla fine dell'ultimo di questi attacchi, alla fine del XVIII secolo, Gibilterra aveva subito quattordici assedi in 500 anni. Nei decenni successivi a Trafalgar, Gibilterra divenne una base fondamentale nella Guerra d'indipendenza spagnola. La colonia si sviluppò rapidamente durante il XIX e l'inizio del XX secolo, fino a diventare un possedimento britannico chiave nel Mediterraneo e poi principale punto di sosta per le imbarcazioni in rotta verso l'India attraverso il canale di Suez. La costruzione di una grande base navale britannica avvenne ricorrendo a ingenti finanziamenti alla fine del XIX secolo: al contempo, l'economia gibilterrina visse una fase di ripresa.
Il controllo britannico di Gibilterra permise agli Alleati di controllare l'accesso al Mediterraneo durante la seconda guerra mondiale. Attaccata in diverse occasioni da forze tedesche, italiane e francesi di Vichy, non riportò gravi ripercussioni. Francisco Franco rifiutò di partecipare al piano nazista di occupare Gibilterra, effettuando delle rivendicazioni spagnole sul territorio dopo la guerra. Con l'intensificarsi della disputa territoriale, la Spagna decise di chiudere il confine con Gibilterra tra il 1969 e il 1985 e i collegamenti viari risultarono interrotti. La posizione della Spagna fu sostenuta dai paesi dell'America Latina e condannata dalla Gran Bretagna e dagli stessi gibilterrini, i quali fecero valere con forza il loro diritto all'autodeterminazione. Le discussioni sullo status politico di Gibilterra sono proseguite tra Gran Bretagna e Spagna senza giungere ad alcuna conclusione.
Dal 1985, Gibilterra ha subito importanti cambiamenti a seguito della riduzione degli impegni di difesa all'estero della Gran Bretagna. La maggior parte delle truppe britanniche ha lasciato il territorio, non più visto come un luogo di grande importanza militare. La sua economia si basa ora sul turismo, i servizi finanziari, le spedizioni e il gioco d'azzardo su Internet. Gibilterra è in gran parte autogestita, con un proprio parlamento e governo, sebbene il Regno Unito mantenga la sovranità sulle questioni militari e di politica estera. La particolare posizione geografica e la crescita del commercio e del turismo l'hanno resa di recente una delle aree più ricche dell'Unione europea.

## Posizione geografica

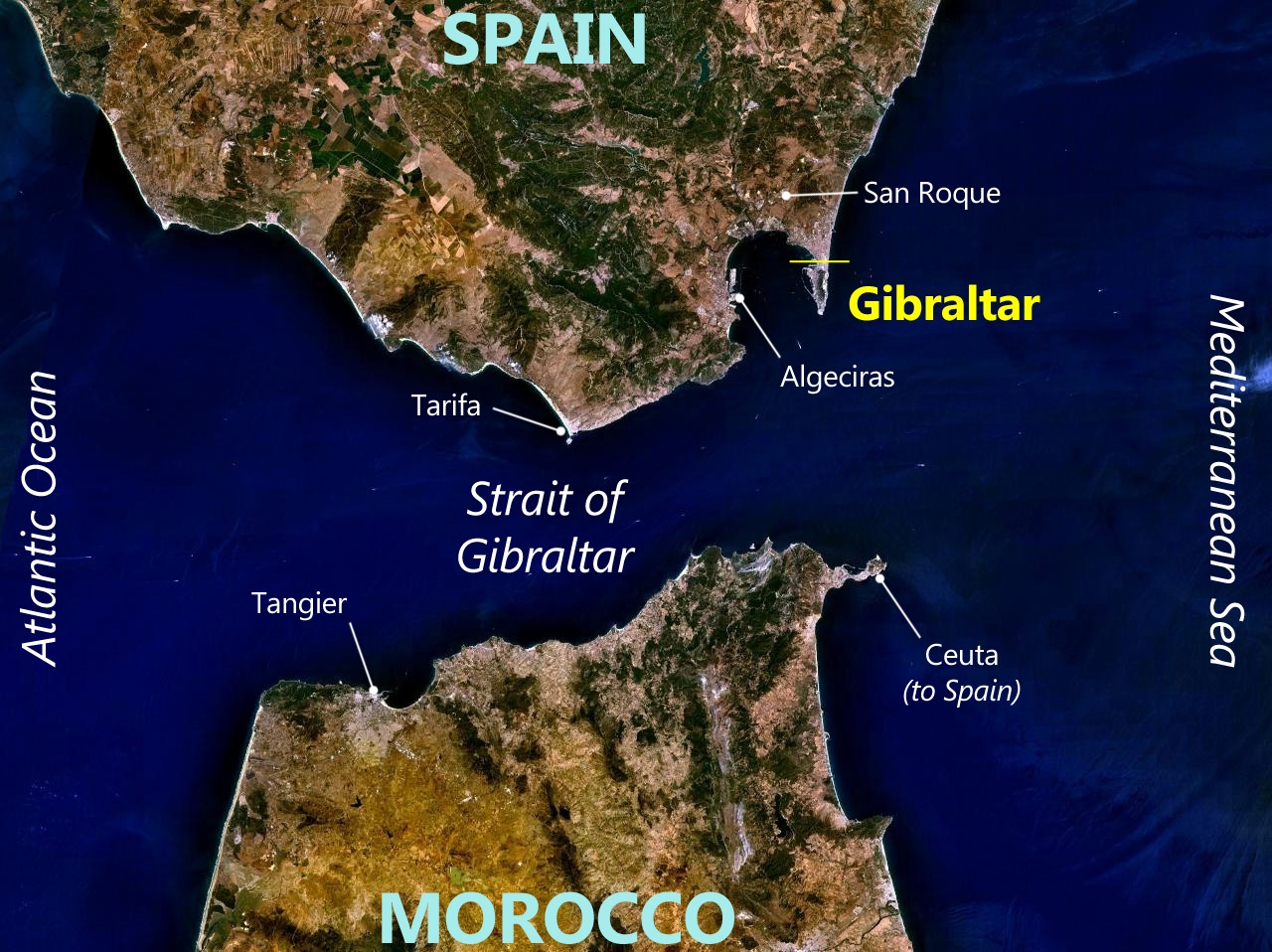
Lo stretto di Gibilterra visto dal satellite con le indicazioni geografiche e le divisioni politiche odierne

La storia di Gibilterra è imprescindibilmente legata alla sua posizione geografica all'ingresso del Mar Mediterraneo. Si tratta di una penisola stretta sul lato orientale della baia di Gibilterra, a 6 km dalla città di Algeciras. Gibilterra giace sull'estrema costa meridionale della Spagna in uno dei punti più stretti del Mediterraneo, a soli 24 km dalla costa del Marocco, in Nord Africa. Proprio in virtù della vicinanza, è facile comprendere come il porto sia particolarmente sviluppato. Come ha affermato Krieger, "chiunque controlli Gibilterra supervisiona anche il movimento delle navi in entrata e in uscita dal Mediterraneo. In termini di potenza militare e navale, pochi luoghi hanno una posizione più strategica di Gibilterra".
L'area del territorio misura solo 6,7 km². Gran parte della superficie terrestre è occupata dalla ripida rocca di Gibilterra, che raggiunge un'altezza di 426 m s.l.m.. La città è situata alla base della rocca sul lato ovest della penisola e un istmo stretto e pianeggiante collega la penisola alla terraferma spagnola. La parte settentrionale della rocca è una scogliera quasi verticale alta 396 m che sovrasta l'istmo; l'unico accesso via terra alla città è attraverso una fascia costiera larga circa 350 metri, notevolmente più stretta prima del recupero di terra effettuato durante il XX secolo.
In questo modo, Gibilterra ha acquisito un miglior collegamento con il resto della penisola senza perdere i vantaggi difensivi naturali già esistenti: è infatti praticamente impossibile scalare i lati orientali o settentrionali della rocca, che sono verticali o quasi. A sud, l'area relativamente bassa nei pressi dell'Europa Point è circondata da scogliere alte fino a 30 metri. Il lato occidentale è l'unica area praticabile per un atterraggio, ma anche qui i ripidi pendii su cui è costruita la città funzionano a vantaggio del difendente. Simili fattori geografici sono stati determinanti nelle battaglie dei secoli precedenti.

## Preistoria e storia antica

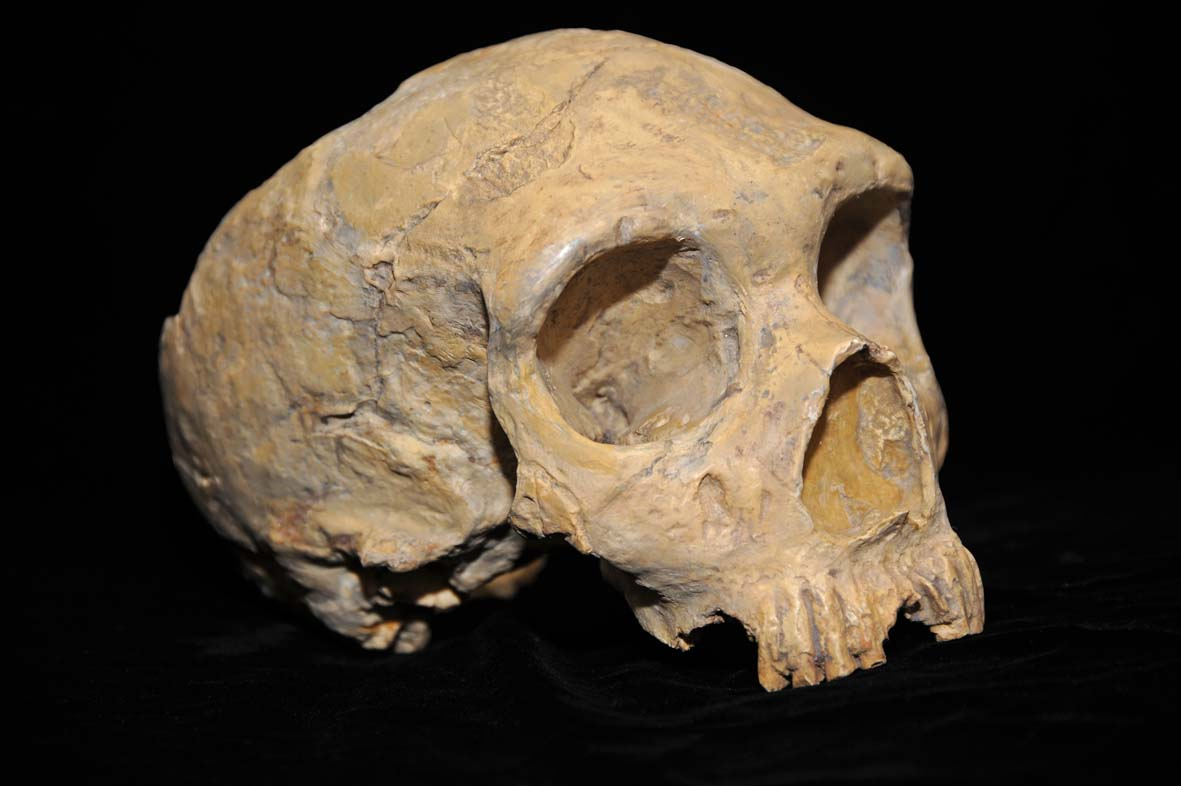
Cranio della
"donna di Gibilterra", una neandertaliana vissuta a Gibilterra circa 50000 anni fa

La conformazione geografica di Gibilterra nella preistoria era molto diversa. Mentre oggi è circondata dal mare, il livello dell'acqua era molto più basso nella preistoria, quando le calotte polari erano più grandi. L'attuale penisola era circondata da una fertile pianura costiera, con paludi e dune di sabbia popolate da un'abbondante varietà floristica e faunistica.
L'uomo di Neanderthal visse nelle grotte nei dintorni della rocca di Gibilterra; nel 1848 il primo cranio adulto noto di Neanderthal (il secondo reperto di un neandertaliano a essere stato trovato nella storia) fu rinvenuto nella grotta di Forbes, nella sezione settentrionale della rocca. Se il valore del cranio fosse stato scoperto in tempi rapidi, la specie avrebbe potuto essere chiamata di Gibilterra piuttosto che di Neanderthal. La datazione del teschio è incerta e individuata all'inizio dell'ultimo periodo glaciale, circa 50 000 anni fa.
Altri resti ossei sono stati trovati altrove sulla parte della rocca nota come torre del diavolo e nelle grotte di Ibex, Vanguard e Gorham sul lato orientale di Gibilterra. In particolare, gli scavi di quest'ultima hanno fornito prove dell'occupazione dell'uomo di Neanderthal (28 000-24 000 anni fa), ben oltre il periodo in cui si credeva che fosse scomparso dall'Europa. Le grotte di Gibilterra continuarono ad essere utilizzate dall'homo sapiens dopo l'estinzione dei neandertaliani. Reperti in pietra, antichi focolari e ossa di animali risalenti a circa 40 000 anni fa e circa 5 000 anni fa sono venuti alla luce in depositi lasciati nella grotta di Gorham. Numerosi risultano i frammenti di coccio risalenti al Neolitico scoperti nelle grotte di Gibilterra, per lo più appartenenti alla cultura almeriana tipica di altre zone della Spagna, come l'Andalusia e, in particolare, intorno alla città di Almería, da cui prende il nome. Vi sono poche testimonianze dell'età del bronzo, poiché l'abitudine di vivere nelle grotte era stata quasi del tutto abbandonata.

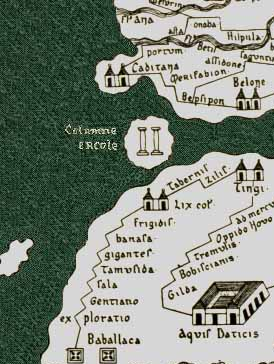
Particolare della Tabula Peutingeriana che mostra le colonne d'Ercole secondo la tradizionale - ma erronea - indicazione di Gibilterra come un'isola

Nell'antichità, Gibilterra veniva considerata dai popoli del Mediterraneo un luogo di importanza religiosa e simbolica. I Fenici si insediarono nella parte europea dello stretto per diversi secoli, sfruttando forse la grotta di Gorham come tempio del genius loci, alla stessa maniera di come fecero più tardi i Cartaginesi e i Romani dopo di loro. Gli scavi nella grotta hanno portato alla luce ceramiche, gioielli e scarabei egizi aventi la natura di offerta agli dei, probabilmente nella speranza di passare in maniera incolume le insidiose acque dello stretto.
La rocca fu venerata dai Greci e dai Romani come una delle due colonne d'Ercole, creata dal semidio durante la sua decima fatica quando sfondò una montagna che separava l'Atlantico e il Mediterraneo. Secondo un viaggiatore greco di Focea in visita nella zona nel VI secolo a.C., erano stati realizzati templi e altari dedicati a Ercole sulla roccia dove i viaggiatori di passaggio facevano sacrifici. Gli spagnoli in seguito hanno omaggiato l'importanza delle colonne d'Ercole con un simbolo araldico costituito da un paio di colonne con una pergamena avvolta intorno a loro, un'icona diventata dapprima il simbolo del peso ispano-messicano, poi del dollaro statunitense ($) e il relativo cifrão portoghese ().
Gli antichi romani chiamavano Gibilterra Mons Calpe, un nome forse derivato dal termine fenicio kalph, "scavata", presumibilmente in riferimento alle numerose grotte calcaree nella rocca. Pur essendo ben conosciuta dagli antichi geografi, non vi sono prove archeologiche di insediamenti permanenti del periodo antico. Secondo il politico e poeta romano Avieno (vissuto nel IV sec. a.C.), l'antico viaggiatore greco Euctemone descriveva così la località:
In realtà, le ragioni del mancato stabilimento da parte di una qualche comunità erano abbastanza semplici da comprendere, avendo Gibilterra una serie di svantaggi con cui avrebbe avuto a che fare chi avesse voluto stabilirvisi. Innanzitutto, non vi era acqua dolce facilmente accessibile, il terreno era poco fertile e non esisteva un punto d'attracco naturale adatto alle imbarcazioni sul litorale. Avieno riferiva oltre alle acque basse anche la presenza di "acqua poco cristallina e fangosa lungo la costa" tra le ragioni per non stabilirsi in zona. La sua posizione geografica, in seguito divenuta un notevole punto di vantaggio, non costituì un elemento positivo durante il periodo classico, poiché l'ingresso nel Mediterraneo non risultò conteso da nessuno stato del tempo.
Per questi motivi, gli antichi si stanziarono invece alla testa della baia in quello che oggi è noto come il campo (entroterra) di Gibilterra. Il sito romano di Carteia, vicino alla posizione della moderna città spagnola di San Roque, fu fondata dai Fenici intorno al 950 a.C. nel luogo di un primo insediamento dei nativi Turdetani. I Cartaginesi assunsero il controllo della città nel 228 a.C. per poi cederla ai Romani nel 206 a.C. Successivamente divenne il punto d'appoggio occidentale di Pompeo nella sua campagna del 67 a.C. contro i pirati che all'epoca imperversavano nelle acque del Mediterraneo. Pare che Carteia fosse stata abbandonata dopo che i Vandali ne acquisirono possesso nel 409 d.C., mentre si spingevano nella Hispania romana per raggiungere in seguito il Nord Africa. Più tardi la regione cadde sotto il dominio dei Visigoti cristianizzati.

## Dominio moresco (711-1309, 1333-1462)

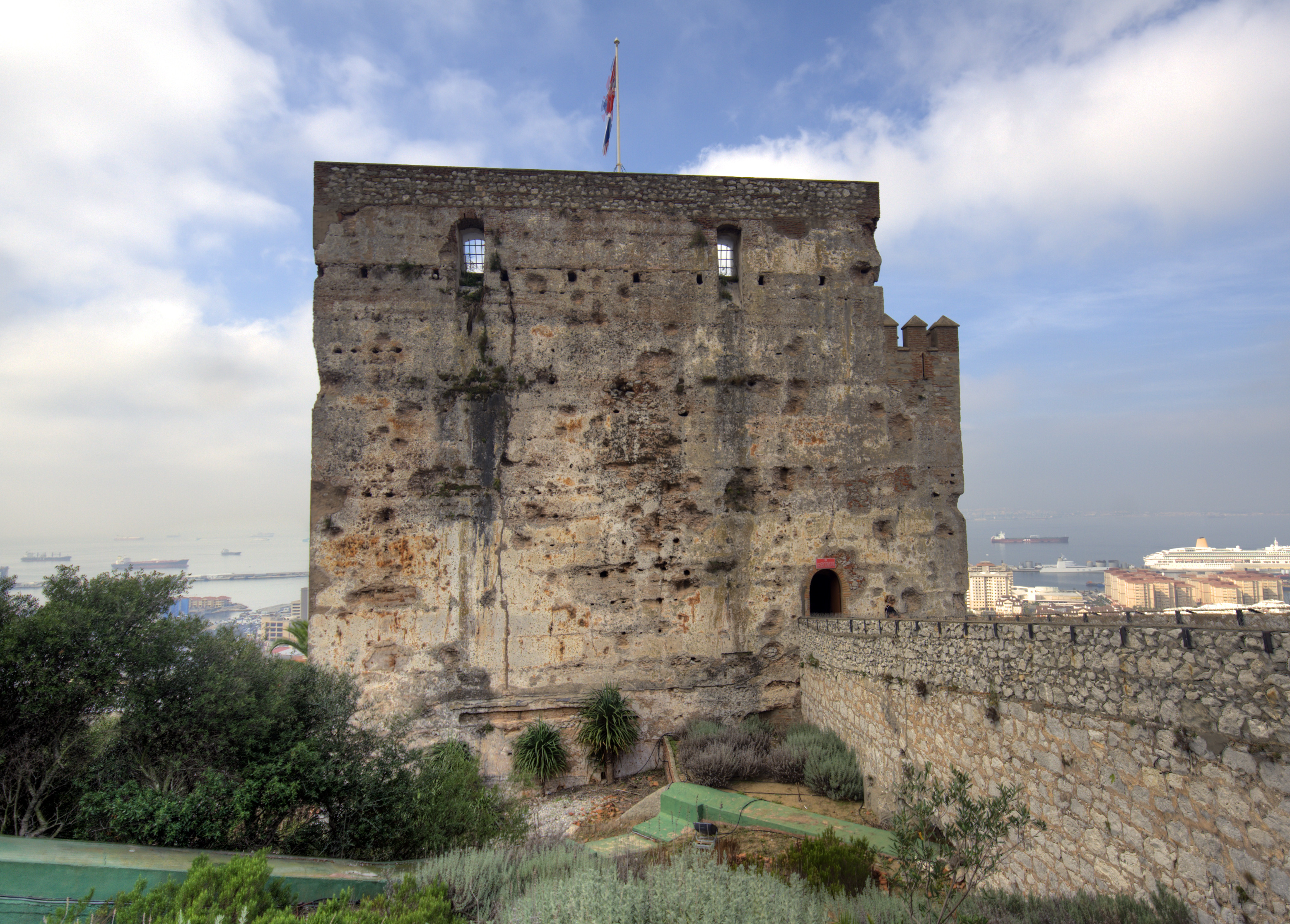
La Torre dell'Omaggio del XIV secolo, la sezione più completa sopravvissuta del castello moresco di Gibilterra

Nel 681 gli eserciti del califfato omayyade avviarono una campagna d'espansione dalla loro terra d'origine, l'Arabia, fino al Nord Africa, al Medio Oriente e gran parte dell'Asia occidentale, convertendo all'Islam tutti i popoli lungo il percorso. I berberi del Nord Africa, chiamati Mori dai cristiani, accettarono dunque di diventare musulmani. Lo stretto di Gibilterra divenne la frontiera tra il Nordafrica musulmano e la Hispania cristiana, acquisendo in tal modo un ruolo strategico. In Hispania esplose una guerra civile nell'VIII secolo quando le fazioni visigote rivali si scontrarono per il possesso del trono. Un simile scenario fornì ai Mori l'opportunità di invadere l'Hispania, provocando una divisione nella penisola a livello politico e religioso.
A seguito di un'incursione nel 710, un esercito prevalentemente berbero sotto il comando di Tariq ibn Ziyad solcò lo stretto nell'aprile 711 e sbarcò da qualche parte nelle vicinanze di Gibilterra (anche se molto probabilmente non nella baia o sulla rocca stessa). Sebbene la spedizione di Tariq si rivelò un successo eccezionale perché si potesse poi realizzare la conquista islamica della maggior parte della penisola iberica, il suo cursus honorum militare terminò in disgrazia dopo che fu rimosso dal generale arabo Musa ibn Nusayr. I nuovi occupanti lasciarono un'eredità duratura a Gibilterra: Mons Calpe fu ribattezzato in Jebel Tariq, il Monte di Tariq, successivamente storpiato in Gibraltar.
Gibilterra fu fortificata per la prima volta nel 1160 dal sultano almohade 'Abd al-Mu'min in maniera precauzionale per via della minaccia costiera rappresentata dai re cristiani d'Aragona e Castiglia. Gibilterra fu ribattezzata Jebel al-Fath (Monte della Vittoria), sebbene questo toponimo non sopravvisse, e si decise di costruire una città fortificata chiamata Medinat al-Fath (la Città della Vittoria) sui pendii superiori della rocca. Non è chiaro quanto fossero andati avanti i lavori per Medinat al-Fath e se siano stati effettivamente ultimati, poiché i resti archeologici rinvenuti sono scarsi.
Alla fine del XIII e all'inizio del XIV secolo, la Corona di Castiglia combatté con i Merinidi del Marocco e i Nasridi di Granada per il controllo dello stretto. Lo scontro, passato alla storia in spagnolo come la Cuestión del Estrecho, segna una tappa importante nell'ambito della Reconquista cristiana della Spagna. Sebbene non sia disponibile alcun resoconto documentario relativo a Gibilterra per il periodo successivo alla creazione di Madinat al-Fath, si possono azzardare delle ipotesi per ritenere che esistesse una piccola città fortificata a Gibilterra e che la sua creazione dipendesse dalla caduta di Tarifa nel 1292. Dopo la conquista della città, ci si aspettava che il re castigliano Sancho IV avrebbe assediato Algeciras (anche se ciò non si verificò) per ostacolare le comunicazioni dei Merinidi con la penisola iberica. La minacciosa presenza di una roccaforte cristiana ad ovest avrebbe reso necessario istituire un presidio ad est di Algeciras. In tal modo, Gibilterra avrebbe protetto la retroguardia di Algeciras e avrebbe fornito una seconda linea da raggiungere in caso di caduta della città principale. Allo stesso tempo, le alture della rocca di Gibilterra costituirono un eccellente punto di osservazione per monitorare le attività delle flotte cristiane nello stretto.
Fu solo nel 1309 che le difese di Gibilterra furono messe alla prova per la prima volta. Quell'anno Ferdinando IV di Castiglia e Giacomo II d'Aragona unirono le forze per attaccare il sultanato di Granada, prendendo di mira Almería a est e Algeciras, attraverso la baia da Gibilterra, a ovest. Nel luglio 1309 i castigliani assediarono sia Algeciras che Gibilterra: in quell'anno la popolazione di quest'ultima era modesta, contandosi circa 1 200 abitanti, un castello e fortificazioni rudimentali, le quali si dimostrarono inadeguate a livello difensivo e costrinsero i nasridi di Gibilterra ad arrendersi nel giro di un mese. Ferdinando rinunciò all'assedio di Algeciras il febbraio seguente, puntando invece verso Gibilterra: all'espulsione dei Mori, seguì la colonizzazione cristiana. Su suo ordine furono costruiti un maschio e un cantiere navale per rafforzare la presa della Castiglia sulla penisola. Ferdinando emise anche delle lettere patenti con cui concedeva privilegi agli abitanti per incoraggiare le persone a stabilirvisi, poiché inizialmente non era considerato un luogo particolarmente ospitale in cui vivere.

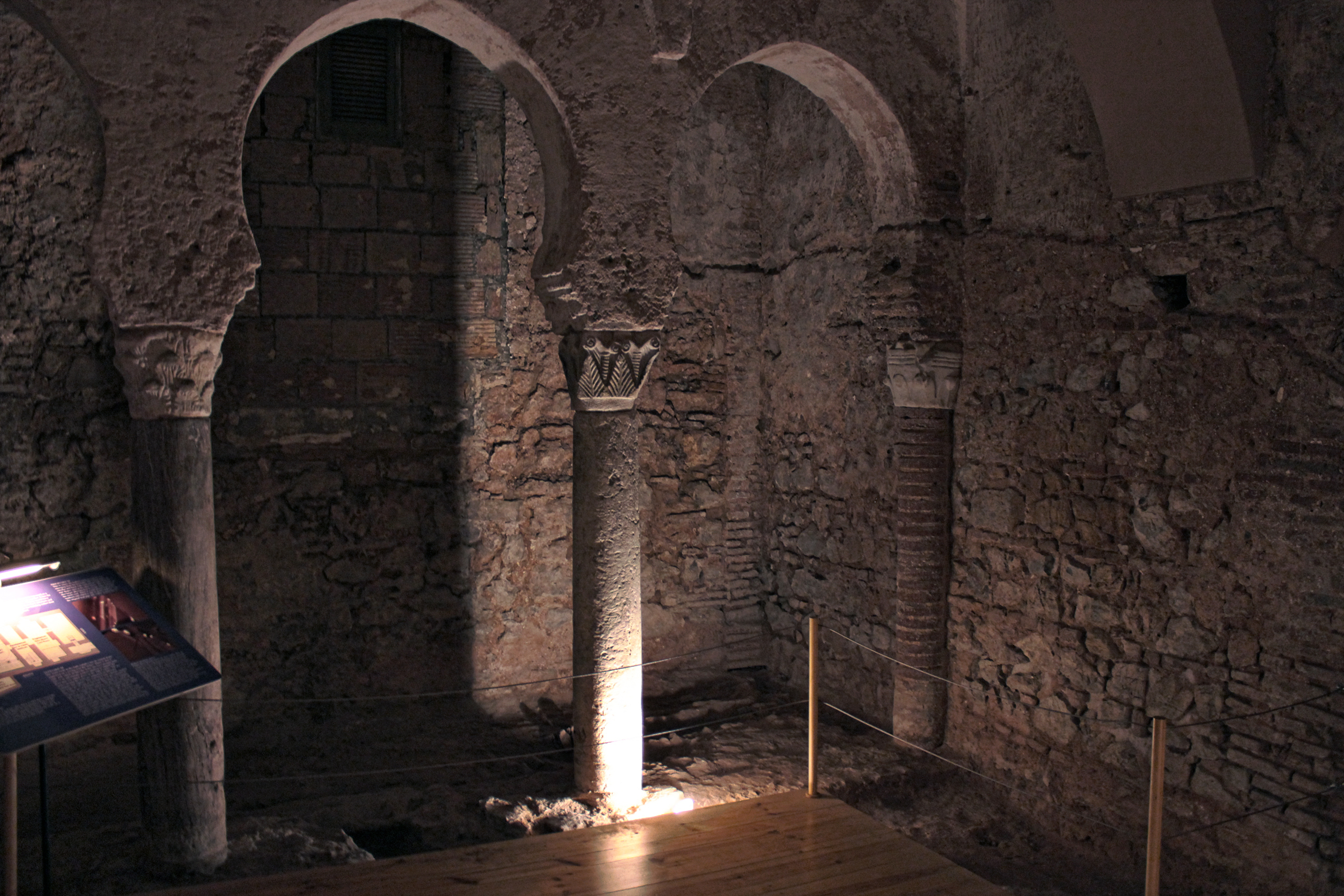
Interni delle terme in stile moresco ora parte del museo di Gibilterra

Nel 1315 i nasridi di Granada tentarono di espugnare Gibilterra, ma desistettero dall'assedio quando giunsero i rinforzi dei castigliani. Diciotto anni dopo, nel 1333, il sultano di Granada Muhammad IV e il sultano di Fès Abu l-Hasan 'Ali ibn 'Uthman congiunsero le forze per assediare Gibilterra alla guida di un grande esercito e di una flotta. Stavolta, il re di Castiglia Alfonso XI non fu capace di allestire un'armata da inviare a sud, a causa di diverse ribellioni che minacciavano il suo potere più da vicino. I primi rinforzi giunsero solo nel giugno 1333, ma scoprirono che gli abitanti di Gibilterra si erano arresi ai Mori di Fès per non morire di inedia. I castigliani si trovarono a quel punto a dover attaccare un nemico trincerato: non riuscendo a sfondare le difese moresche e, a seguito di una fase di stallo, le due parti accettarono di rinunciare agli attacchi in cambio di concessioni reciproche e una tregua di quattro anni.
Abu al-Hasan irrobustì Gibilterra come testimoniano i cronisti arabi, i quali parlano di "forti mura circondano come un anello la falce di luna". Le nuove costruzioni vennero messe alla prova da un nuovo conflitto avvenuto nel 1339. Nonostante gli sforzi profusi, i musulmani riportarono una disastrosa sconfitta nella battaglia del rio Salado nell'ottobre 1340 e dovettero abbandonare di nuovo Algeciras. I castigliani assediarono la città per due anni e alla fine la costrinsero alla resa, sebbene Gibilterra rimase sotto il controllo moresco. Le difese della penisola furono ancora una volta migliorate a seguito della costruzione di nuove mura, torri, magazzini e una cittadella ad opera di Abu al-Hasan, nella speranza di rendere ancor più arduo tentare di riprendere possesso del punto più estremo della Spagna. Alfonso XI le testò nel 1349 dopo la morte di Abu al-Hasan, venendo però contrastato dall'arrivo della peste nera nel 1350, che uccise molti dei suoi uomini e lui stesso.
Gibilterra rimase in mani moresche fino al 1462, contesa tra i Nasridi di Granada e i Marinidi di Fez. Nel 1374 questi ultimi cedettero la penisola alla prima, a quanto sembra come pagamento per il sostegno militare di Granada offerto nel reprimere le ribellioni in Marocco. La guarnigione di Gibilterra si ribellò ai Nasridi nel 1410 e un esercito di granadini ne riprese possesso l'anno successivo dopo una breve schermaglia. Il luogo fu successivamente adoperato dagli occupanti come base per le incursioni nel territorio cristiano, avvenimento che spinse Enrico di Guzmán, secondo conte di Niebla, a spingersi verso sud con i suoi soldati nel 1436. Il tentativo fallì miseramente: l'attacco fu respinto comportando gravi perdite e Enrique stesso annegò quando la sua imbarcazione affondò mentre cercava di fuggire via mare. Il suo corpo fu recuperato dai Mori, decapitato e appeso alle mura di Gibilterra per i successivi ventidue anni.
Il dominio moresco su Gibilterra terminò nell'agosto 1462 quando una piccola forza castigliana al comando di Alonso de Arcos, governatore di Tarifa, lanciò un attacco a sorpresa. I castigliani pianificarono il loro assalto mentre gli alti comandanti e i cittadini di Gibilterra erano via per rendere omaggio al nuovo sultano di Granada. Morta gran parte dei difensori, la guarnigione sopravvissuta si arrese al figlio di Enrique de Guzmán Juan Alonso, divenuto in quella fase duca di Medina Sidonia. Gli abitanti moreschi furono nuovamente espulsi in massa e rimpiazzati dai cristiani.

## Dominio castigliano e spagnolo (1462-1704)

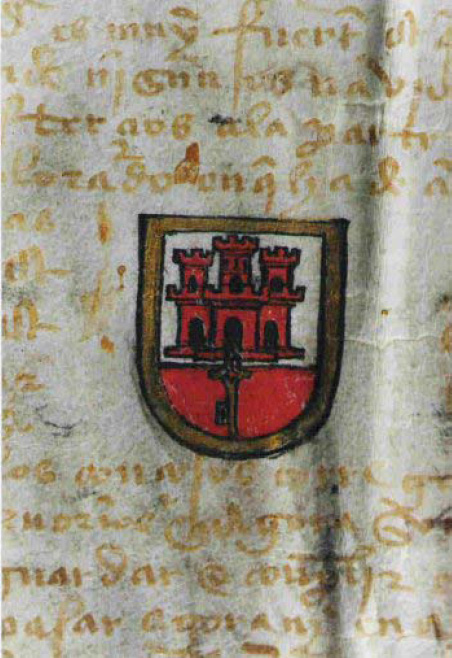
Lo stemma conferito alla città di Gibilterra da un documento reale emanato a Toledo il 10 luglio 1502 da Isabella I di Castiglia

Poco dopo la riconquista di Gibilterra, il re Enrico IV di Castiglia la dichiarò proprietà della corona e ripristinò i privilegi speciali che il suo predecessore aveva concesso durante il periodo del dominio cristiano basso-medievale. Quattro anni dopo aver visitato Gibilterra nel 1463, egli fu rovesciato dalla nobiltà e dal clero spagnoli e ne prese il posto il fratellastro Alfonso che fu dichiarato re e insignito del titolo di duca di Medina Sidonia per il suo sostegno alla signoria gibilterrina. Il governatore nominato in quel frangente, un lealista del deposto Enrico IV, si rifiutò di cedere Gibilterra, generando un assedio durato quindici mesi, dall'aprile 1466 al luglio 1467, terminato con la sconfitta del difendente. Quando Alfonso morì nel 1268, suo figlio Enrico fu nominato signore di Gibilterra dal ritornato Enrico IV nel 1469. Nel 1474 il nuovo duca di Medina Sidonia vendette Gibilterra a un gruppo di conversos ebraici di Cordova e Siviglia guidati da Pedro de Herrera in cambio dell'istituzione di una guarnigione cittadina per due anni; scaduto il termine, i 4 350 conversi furono espulsi dal duca. Il suo ruolo fu ulteriormente rafforzato da Isabella I di Castiglia nel 1478, quando posto a capo del Marchesato di Gibilterra.
Il 2 gennaio 1492, dopo cinque anni di lotta, l'emirato moresco in Spagna cessò di esistere con la cattura di Granada da parte dei monarchi cattolici. Gli ebrei locali furono, come quelli del resto del regno, espulsi dalla Spagna per ordine reale nel marzo di quell'anno. Gibilterra fu usata da Medina Sidonia come base per la cattura spagnola di Melilla nel Nordafrica nel 1497. Due anni dopo ai musulmani di Granada fu intimato di convertirsi al cristianesimo o di andarsene: chi scelse questa seconda opzione, partì per il Nord Africa attraversando, in alcuni casi, direttamente lo stretto tra Spagna e Marocco.
Gibilterra divenne di nuovo proprietà della corona nel 1501 per ordine di Isabella e l'anno successivo ricevette una nuova serie di insegne reali, ancora oggi usata a Gibilterra, in sostituzione di quelle di Medina Sidonia. Nel decreto reale che indica i caratteri descrittivi delle insegne, Isabella sottolineava l'importanza di Gibilterra come "la chiave tra i nostri regni nei mari orientali e occidentali [il Mediterraneo e l'Atlantico]". La metafora era rappresentata nel vessillo da una chiave d'oro appesa al cancello anteriore di una fortezza merlata. Il mandato impose a tutti i futuri monarchi spagnoli di "detenere e conservare la suddetta città per se stessi e in proprio possesso, e che nessuna alienazione di essa, né di parte di essa, né della sua giurisdizione [...] potrà mai essere eseguita dalla corona di Castiglia".
In quel periodo, Gibraltar indicava non solo la penisola, ma l'intera area circostante, compresa la regione in cui oggi si trovano le città di La Línea de la Concepción, San Roque, Los Barrios e Algeciras. A est, Gibilterra era delimitata dal fiume Guadiaro e i suoi confini settentrionali si trovavano nelle vicinanze di Castellar de la Frontera, Jimena de la Frontera, Alcalá de los Gazules, Medina-Sidonia e Tarifa. A partire dal XVI secolo, il termine Gibilterra cominciò ad indicare, esattamente come adesso, solo la città di Gibilterra e la penisola su cui sorge.
Sotto il dominio spagnolo della corona, la città di Gibilterra subì una grave fase di declino. La fine del dominio musulmano in Spagna e la conquista cristiana dei porti meridionali diminuirono considerevolmente il valore strategico della penisola. Il commercio del tonno e del vino, particolarmente redditizi nella zona, andarono incontro ad un rallentamento e l'utilità strategica della fortezza perse il peso dei secoli passati. Ad imporsi nello scenario della Spagna meridionale fu il porto di Marbella.
Il terreno inospitale di Gibilterra la rese un luogo impopolare in cui stanziarsi e, per ovviare al costante calo demografico, ai detenuti del regno di Granada fu offerta la possibilità di scontare la pena prestando servizio nella guarnigione di Gibilterra in alternativa alla prigione. Nonostante la fase calante, Juan Alfonso Pérez de Guzmán, III duca di Medina Sidonia, cercò comunque di riprendere il controllo della città e a tal fine, dopo la morte di Isabella nel settembre del 1506, si convinse di poter facilmente penetrare le mal difese mura. Il tentativo fallì e terminò dopo quattro mesi. Gibilterra ricevette il titolo di "Massima Lealtà" dalla corona spagnola a titolo di riconoscimento.

### Incursioni dei corsari barbareschi e conflitti con altre potenze europee

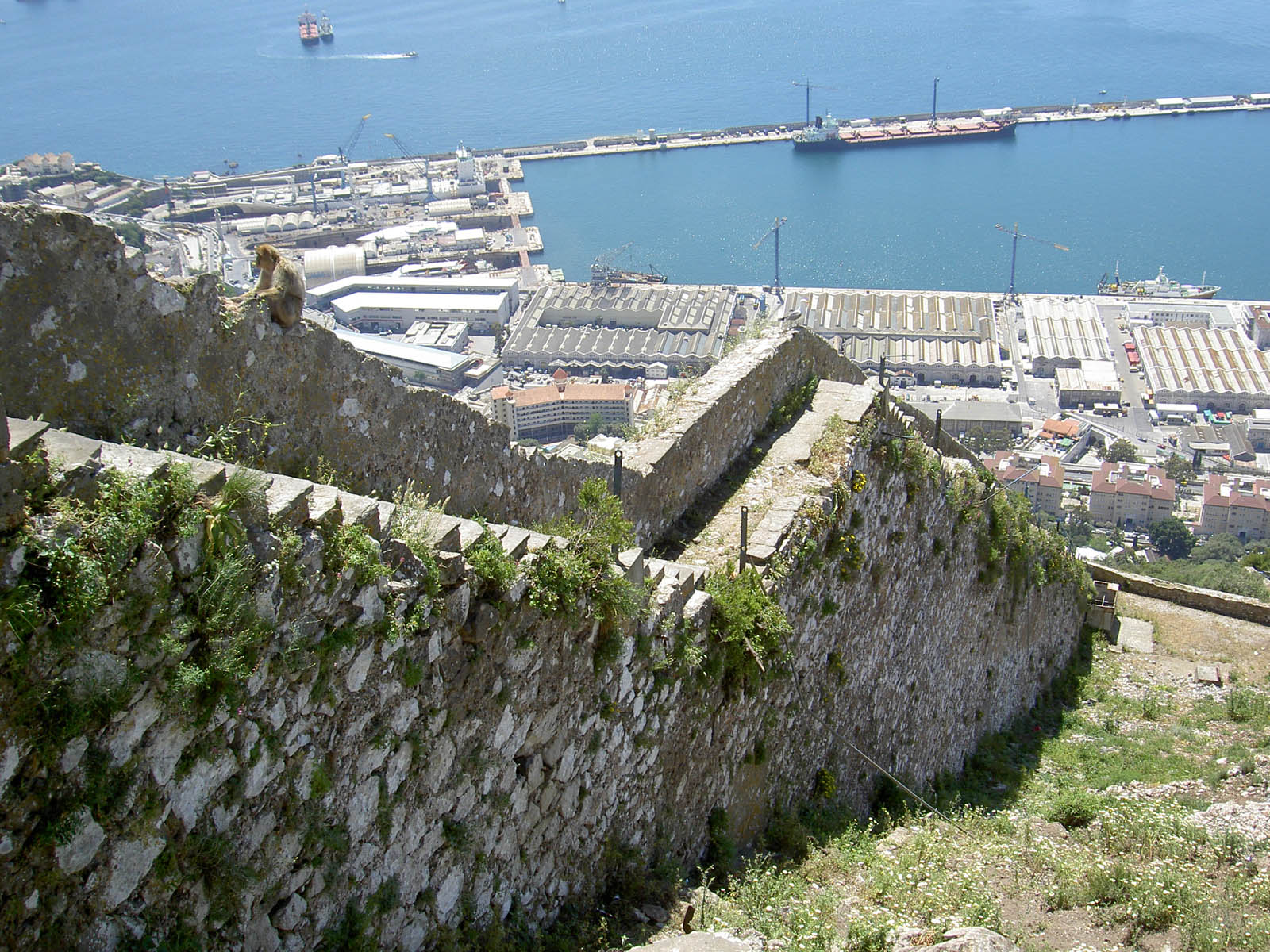
Mura di Carlo V, costruite dagli spagnoli per controllare l'accesso al lato sud di Gibilterra dopo l'incursione dei pirati del settembre 1540

Nonostante le continue minacce esterne, Gibilterra fu trascurata dalla corona spagnola e le sue fortificazioni caddero in rovina. I corsari barbareschi del Nord Africa approfittarono delle deboli difese nel settembre del 1540 organizzando una grande incursione in cui centinaia di residenti di Gibilterra finirono per diventare ostaggi o schiavi. Il Santuario di Nostra Signora d'Europa fu saccheggiato e tutti i suoi oggetti di valore rubati. Molti dei prigionieri vennero poi rilasciati quando una flotta spagnola comandata da Bernardino de Mendoza intercettò le navi pirata vicino ad Alborán, mentre stavano riportando gli ostaggi riscattati a Gibilterra. La corona spagnola rispose tardivamente alla vulnerabilità di Gibilterra costruendo le mura di Carlo V per controllare il fianco meridionale della rocca e incaricando l'ingegnere lombardo Giovanni Battista Calvi di rafforzare altri settori delle fortificazioni.
Le acque che circondano Gibilterra continuarono ad essere pericolose per diversi decenni: sebbene un piccolo squadrone di galee spagnole fosse stato assegnato al porto per contrastare le incursioni dei pirati, questo si dimostrò di scarsa efficacia e i rapimenti e la schiavitù dei gibilterrini proseguirono. Il problema peggiorò in modo significativo dopo il 1606, quando la Spagna espulse i moriscos, i musulmani convertitisi al cristianesimo. Molti di coloro che vennero espulsi finirono per unirsi alle flotte pirata e arrivarono ad effettuare incursioni fino in Cornovaglia.

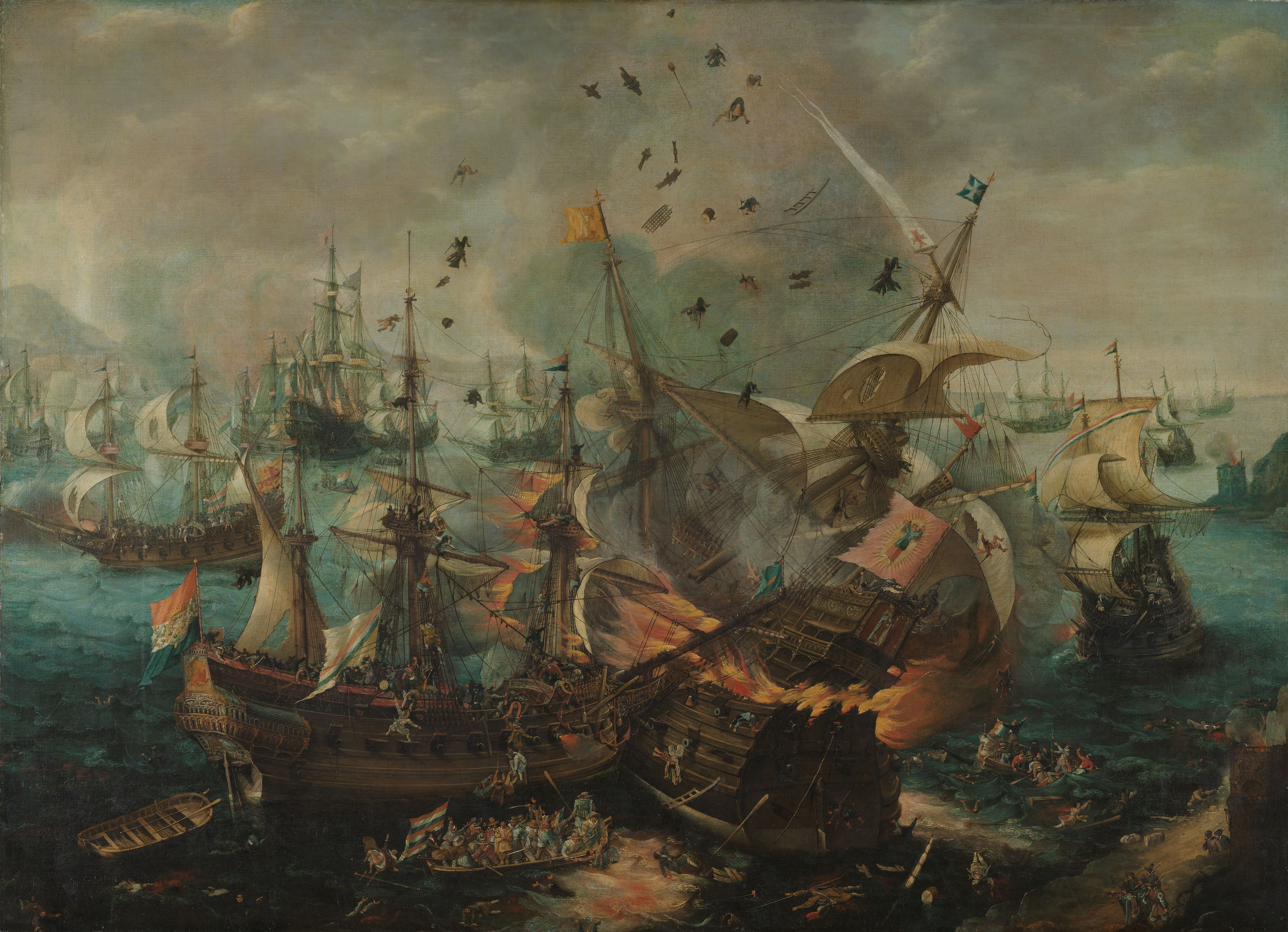
Battaglia di Gibilterra (1607), olio su tela di Cornelis Claesz van Wieringen conservato nel Rijksmuseum (Amsterdam)

Alla minaccia dei pirati si unì presto quella dei nemici della Spagna nel nord Europa. Il 5 maggio 1607, durante la guerra degli ottant'anni, una flotta olandese guidata dall'ammiraglio Jacob van Heemskerk tese un'imboscata a una flotta spagnola ancorata nella baia di Gibilterra. Gli olandesi ottennero una schiacciante vittoria nella battaglia di Gibilterra, senza perdere alcuna nave, al contrario dell'intera flotta spagnola, totalmente annientata (le vittime degli attaccanti furono pochissime, mentre i difensori riportarono 3 000 morti). Gli spagnoli e gli olandesi dichiararono una tregua temporanea nel 1609 (la tregua dei dodici anni) e ripresero le ostilità nel 1621, quando una flotta olandese e danese congiunta giunse nello stretto per colpire le navi iberiche. Stavolta queste ultime riuscirono ad assorbire l'urto e a prevalere.
Una presenza militare inglese fu per breve tempo stabilita per la prima volta a Gibilterra nel 1620. Gli spagnoli concessero alla flotta inglese il permesso di usufruire del porto di Gibilterra come base per le operazioni contro i pirati, che stavano facendo irruzione lungo le coste britanniche e irlandesi. Alcuni in Inghilterra speravano di far convergere la flotta contro la Spagna anziché ai danni dei corsari. Tuttavia, Giacomo I prevalse sulle pressioni del Parlamento di dichiarare guerra alla Spagna e la flotta ritornò in Inghilterra. Quando Carlo I salì al trono nel 1625, una seconda flotta inglese fu inviata nella regione col compito di "conquistare o saccheggiare una città" sulla costa spagnola. Gibilterra era una delle plausibili mete in virtù della piccola dimensione, della possibilità di presidiarla, rifornirla e difenderla più a lungo, oltre a trovarsi in una posizione assai strategica. La flotta inglese, invece, scelse di giungere a Cadice, nella convinzione che il suo licenziamento sarebbe stato immediatamente più redditizio, ma l'incursione si trasformò in un fiasco. La forza di sbarco saccheggiò i negozi di vini della città e fu evacuata dopo quattro giorni di ubriachezza di massa senza che fosse stato ottenuto nulla di utile.
La presenza dei nemici della Spagna nello stretto spinse il re spagnolo Filippo IV a disporre il rafforzamento delle difese di Gibilterra. Fu costruito un nuovo molo finalizzato ad ospitare le cannoniere, sebbene l'utilità di quest'ultima fosse limitata per la penuria di artiglieri. La città era divenuta un luogo malsano e affollato, fattori che contribuirono allo scoppio nel 1649 di un'epidemia - a quanto si racconta, di peste o forse di tifo - che uccise un quarto della popolazione. Le flotte inglesi tornarono a Gibilterra nel 1651-1652 e nel 1654-1655 come alleati temporanei degli spagnoli contro la spedizione francese e olandese nello stretto.

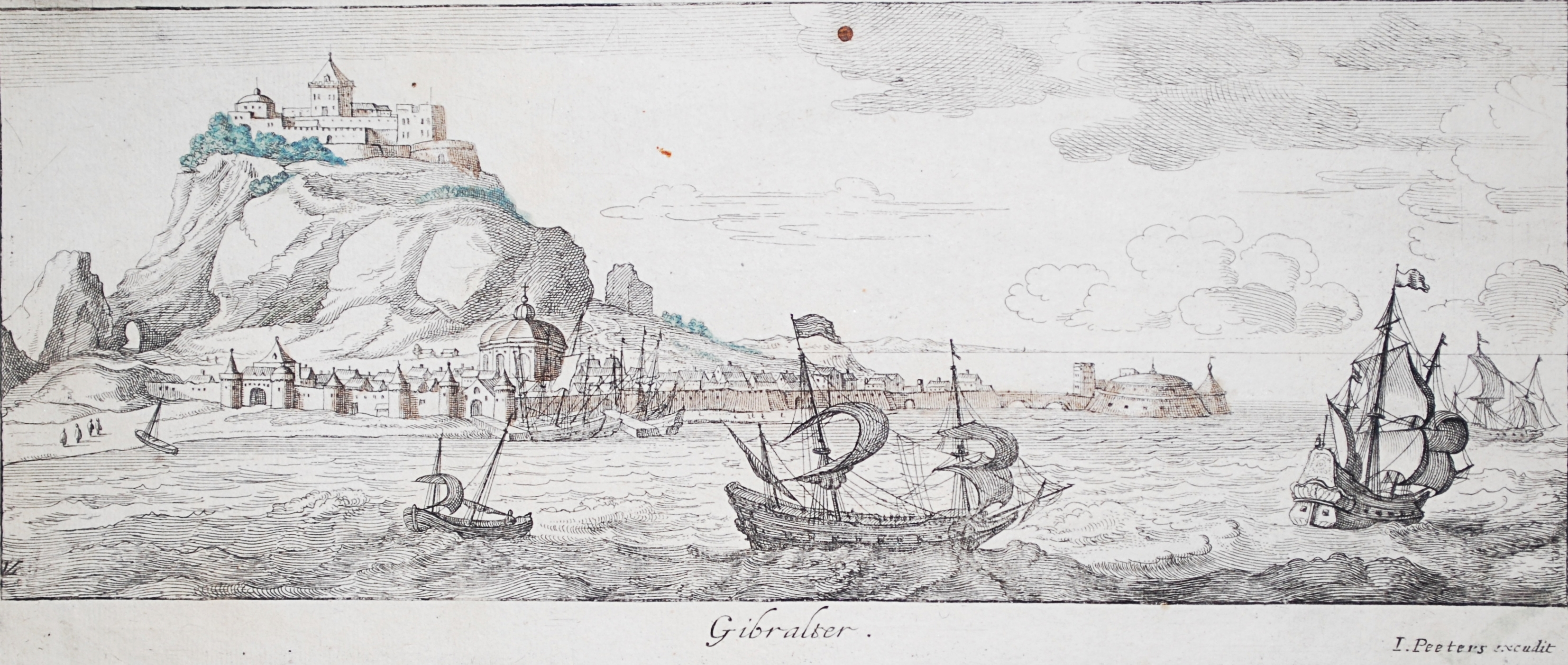
Gibraltar, 1654 di Jan Peeters il Vecchio

Nel 1654, Oliver Cromwell decise di rivolgersi alla Spagna (che era stato il primo stato a riconoscere il Commonwealth d'Inghilterra) e di conquistare l'isola di Hispaniola per renderla una base da cui avviare l'espansione inglese nei Caraibi. A tale scopo, furono allestite due flotte: una partì per l'America e un'altra per il Mediterraneo occidentale con l'obiettivo dichiarato (e apparente) di contrastare la pirateria. La flotta dei Caraibi non riuscì a impadronirsi di Hispaniola, ma prese invece possesso della Giamaica nel maggio del 1655. La flotta nel Mediterraneo salpò da Cadice cercando di intercettare la flotta del tesoro spagnola senza successo. Con l'arrivo dell'inverno, la flotta fece rotta per l'Inghilterra: la Spagna non dichiarò guerra a Londra fino al febbraio 1656. Poco dopo, una flotta di 49 navi da guerra inglesi su cui erano stati schierati 10 000 marinai e soldati navigò attraverso lo stretto e riconquistò Gibilterra. Sebbene privi di una potenza di sbarco tale da poter assicurare un punto d'appoggio in maniera stabile e non fossero intervenuti, Oliver Cromwell si espresse nei seguenti toni in merito alla possibilità di acquisire la parte settentrionale dello stretto: "se lo possedessimo e lo rendessimo nostro in modo duraturo, non sarebbe sia un vantaggio per il nostro commercio, sia un fastidio per gli spagnoli, consentendoci [di] [...] facilitare le nostre manovre?". Nel 1693, durante la guerra della Grande Alleanza, in cui Spagna e Inghilterra appartenevano alla stessa fazione, i sopravvissuti di uno squadrone di scorta anglo-olandese sotto il comando dell'ammiraglio Sir George Rooke si rifugiarono a Gibilterra, braccati dai francesi, dopo aver perso la battaglia della baia di Lagos. Undici anni più tardi, Rooke dovette far ritorno a Gibilterra per riconquistarla. La HMS Sussex risultò dispersa nel corso di una violenta tempesta scatenatasi nel febbraio 1694 al largo di Gibilterra: dei 560 uomini a bordo dell'imbarcazione, se ne salvarono solo due.

### Guerra di successione spagnola (1701–1714)

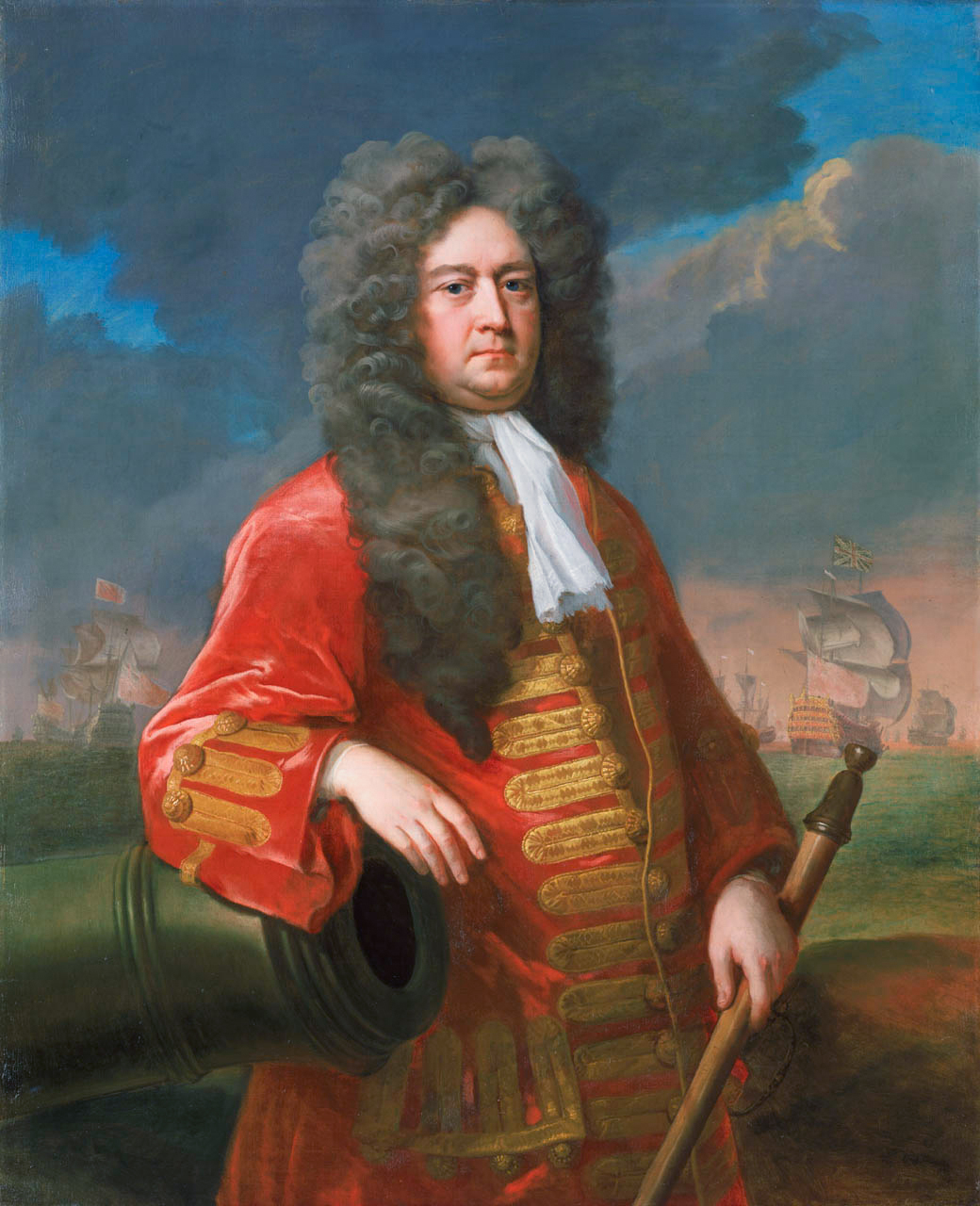
Sir George Rooke, il comandante della flotta anglo-olandese che conquistò Gibilterra in nome dell'arciduca Carlo VI d'Asburgo

Nel novembre 1700, Carlo II di Spagna morì senza aver avuto figli. La disputa su chi avrebbe dovuto succedergli - il principe Borbone Filippo d'Angiò, nipote di Luigi XIV di Francia, o l'arciduca d'Asburgo Carlo VI - fece precipitare presto l'Europa in una grande guerra. Luigi XIV sostenne Filippo, mentre l'Inghilterra, le Sette Province Unite, l'Austria, il Portogallo, la Savoia e alcuni degli stati tedeschi appoggiarono Carlo, temendo che l'ascesa di Filippo avrebbe comportato la supremazia francese in Europa e nelle Americhe. Secondo il dettame di Carlo II, Filippo fu proclamato re come Filippo V di Spagna e alleò il suo nuovo regno con la Francia. Il febbraio seguente, scoppiò la guerra di successione spagnola quando le forze francesi giunsero nei Paesi Bassi spagnoli e scacciarono gli olandesi dalle città di frontiera. Nel maggio 1702, la regina Anna di Gran Bretagna dichiarò formalmente guerra alla Francia.
La Spagna divenne in questo modo un bersaglio per l'alleanza anglo-olandese-austriaca. La campagna dei confederati fu perseguita via terra e via mare e la principale offensiva terrestre riguardò i Paesi Bassi dal duca di Marlborough, mentre le forze navali sotto il comando dell'ammiraglio Sir George Rooke tennero impegnate le navi francesi e spagnole nell'Atlantico. Nel 1703, Marlborough elaborò un piano in base al quale le sue forze avrebbero scagliato un attacco a sorpresa contro i francesi e i loro alleati bavaresi nel bacino del Danubio e, in contemporanea, Rooke avrebbe colpito con le sue navi nel Mediterraneo. Rooke fu incaricato di attaccare le città costiere francesi o spagnole, sebbene la scelta del bersaglio fosse lasciata a sua discrezione.
Quando Rooke giunse nella regione furono presi in considerazione diversi obiettivi. I tentativi di sobillare gli abitanti di Barcellona alla rivolta contro Filippo V e di colpire Cadice fallirono, comportando l'arenarsi del progetto di attacco di Tolone. Dovendo scegliere un obiettivo più semplice, Rooke decise di attaccare Gibilterra per tre motivi principali: era poco presidiata e fortificata, avrebbe assunto un grande valore strategico per lo sforzo bellico e la sua cattura avrebbe potuto incoraggiare gli abitanti della Spagna meridionale a scacciare Filippo.
Le manovre iniziarono il 1º agosto 1704 come operazione combinata tra la flotta diretta da Rooke e un gruppo di marinai olandesi e inglesi sotto il comando del principe Giorgio di Assia-Darmstadt e del capitano Edward Whitaker dell'HMS Dorsetshire. Dopo un pesante bombardamento navale il 2 agosto, i marinai lanciarono un attacco a tenaglia contro la città, avanzando a sud dall'istmo e a nord da Europa Point. I difensori di Gibilterra erano ben riforniti di cibo e munizioni, ma in pesante svantaggio numerico e a livello di armi a disposizione. La fortificazione resistette fino alla mattina del 4 agosto, quando il governatore Diego de Salinas scelse di cessare i combattimenti.
Nella resa, si affermava che Gibilterra era stata espugnata in nome di Carlo III di Spagna, descritto come "legittimo Signore e Re". Agli abitanti e alla guarnigione di Gibilterra fu promessa libertà di culto e il mantenimento dei diritti esistenti se desideravano restare, a condizione che giurassero fedeltà a Carlo come re di Spagna. Come era accaduto due anni prima quando fu saccheggiata Cadice, la disciplina delle forze di sbarco terminò presto. Si verificarono numerosi episodi di stupro, tutte le chiese cattoliche - ad eccezione di quella parrocchiale di Santa Maria incoronata, ora cattedrale - furono profanate o convertite in magazzini militari e si danneggiarono simboli religiosi, quali ad esempio la statua di Nostra Signora d'Europa distrutta. Gli abitanti spagnoli, esasperati dal comportamento degli occupanti, insorsero eseguendo violente rappresaglie. Soldati e marinai inglesi e olandesi subirono imboscate in cui finirono uccisi e i loro corpi furono gettati nei pozzi e nelle fogne.
Quando il contingente spagnolo avanzò il 7 agosto, quasi tutti gli abitanti, circa 4 000 in totale, evacuarono la città: tale comportamento fu dovuto al rifiuto da parte loro di giurare fedeltà a Carlo III, schierandosi invece a favore di Filippo V. Essi credevano che l'allontanamento volontario non sarebbe durato a lungo, dato che le fortezze e le città cambiavano frequentemente bandiera in quella fase del conflitto. Molti si stabilirono nelle rovine di Algeciras o attorno a un antico eremo in cima alla baia, fiduciosi in un rapido ritorno, portandosi dietro i registri del consiglio comunale tra cui lo stendardo di Gibilterra e il mandato reale. Col tempo l'insediamento di rifugiati nell'eremo si sviluppò nella città di San Roque. Una fetta minore della popolazione, composta da circa settanta cittadini (principalmente genovesi neutrali) restò a Gibilterra.
Il controllo di Gibilterra da parte della Grande Alleanza incontrò intoppi il 24 agosto, giorno in cui una flotta francese entrò nello stretto. Nella successiva battaglia di Malaga, entrambe le parti subirono pesanti perdite in termini di equipaggio senza perdere le navi, permettendo a ciascun contendente di considerare lo scontro come una vittoria. I francesi si ritirarono a Tolone, non tentando di attaccare Gibilterra. All'inizio di settembre le forze congiunte franco-spagnole comparvero al largo di Gibilterra e si prepararono per un assedio poi iniziato il 9 ottobre. Circa 7 000 soldati francesi e spagnoli, aiutati dai rifugiati di Gibilterra, si scagliarono contro i 2 000 difensori inglesi, olandesi e micheletti spagnoli fedeli a Carlo.

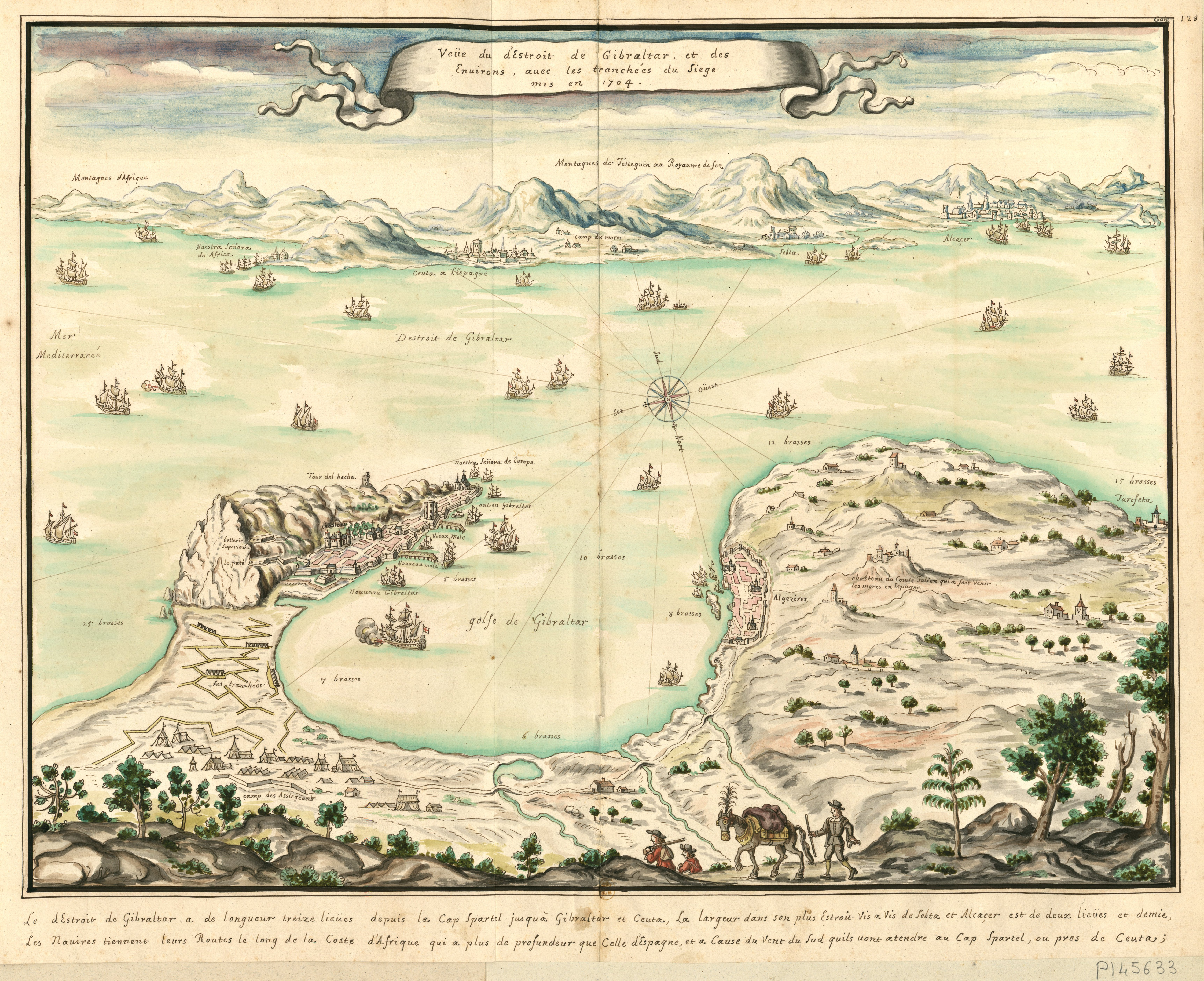
Veüe du d'Estroit de Gibraltar et des Environs, avec les tranchées du Siège mis en 1704, di Louis Boudan (1704)

I difensori furono aiutati da fine ottobre da uno squadrone navale guidato dall'ammiraglio John Leake. Altri 2 200 rinforzi inglesi e olandesi sbarcarono con provviste fresche e munizioni nel dicembre 1704. Sceso il morale tra le file franco-spagnole a causa delle varie diserzioni e delle malattie, Luigi XIV inviò il maresciallo de Tessé per cercare di migliorare la situazione nel febbraio 1705. L'assalto franco-spagnolo fu respinto con gravi perdite e il 31 marzo de Tessé vi rinunciò, lamentando una "mancanza di metodo e di pianificazione".
Nel corso della guerra di successione spagnola, Gibilterra fu governata dal comandante britannico in possesso del duca Carlo d'Austria come Carlo III di Spagna. Il comandante britannico, il maggiore generale John Shrimpton, fu nominato da Carlo governatore di Gibilterra nel 1705 su consiglio della regina Anna. Successivamente la regina dichiarò Gibilterra un porto franco su insistenza del sultano del Marocco, sebbene non avesse l'autorità formale per eseguire una simile azione. Shrimpton fu sostituito nel 1707 dal colonnello Roger Elliott, succeduto a sua volta dal brigadiere Thomas Stanwix nel 1711; questa nomina avvenne direttamente da Londra, senza pretesa di autorità da parte di Carlo. A Stanwix fu ordinato di espellere tutte le truppe di potenze esterne da Gibilterra per assicurare lo status di possedimento esclusivamente britannico: tuttavia, non riuscì ad allontanare gli olandesi, a quanto sembra non considerati da lui "stranieri".
La guerra di successione spagnola culminò infine nel 1713 con una serie di trattati e intese. Ai sensi del trattato di Utrecht, sottoscritto il 13 luglio 1713 e che riuniva un elenco di accordi minori, Filippo V fu accettato da Gran Bretagna e Austria come re di Spagna in cambio della garanzia che le corone di Francia e Spagna non sarebbero state unificate. Furono concordati vari scambi territoriali: sebbene Filippo V mantenne l'impero spagnolo oltreoceano, dovette rinunciare ai Paesi Bassi meridionali, Napoli, Milano e la Sardegna in favore dell'Austria; la Sicilia e alcune terre lombarde al Ducato di Savoia; Gibilterra e Minorca alla Gran Bretagna. Inoltre concesse agli inglesi il diritto esclusivo alla tratta degli schiavi non spagnoli in America spagnola per trenta anni, il cosiddetto asiento. Per quanto concerne in particolare Gibilterra (articolo X), la città, le fortificazioni e il porto (ma non l'entroterra) furono ceduti alla Gran Bretagna "per sempre, senza alcuna eccezione o impedimento". Il trattato stabiliva inoltre che se la Gran Bretagna avesse mai voluto cedere Gibilterra avrebbe dovuto consegnarlo imperativamente alla Spagna.

## Dominio britannico (1713-oggi)

### Consolidamento e assedi
Nonostante la sua futura importanza per la Gran Bretagna, Gibilterra fu inizialmente vista dal governo britannico come un banco di contrattazione più che una risorsa strategica. Le sue difese continuarono ad essere trascurate, il suo presidio risultava un fardello economico ingombrante, e la pressione spagnola minacciava il vitale commercio all'estero della Gran Bretagna. In ben sette occasioni tra il 1713 e il 1728 il governo britannico propose di scambiare Gibilterra con delle concessioni dalla Spagna, ma in ogni occasione si appose il veto dal parlamento britannico a seguito di proteste pubbliche.
La perdita spagnola di Gibilterra e di altri territori nel Mediterraneo si fece sentire in maniera acuta per la corona e per vari ceti sociali. Nel 1717 le forze spagnole ripresero la Sardegna e nel 1718 la Sicilia, entrambe cedute all'Austria ai sensi del trattato di Utrecht. I successi spagnoli spinsero prima gli inglesi a proporre la restituzione Gibilterra in cambio di un accordo di pace e poi, quando quest'opzione risultò infruttuosa, a dichiarare guerra alla Spagna. Lo stato iberico perse rapidamente quanto aveva ottenuto: una spedizione spagnola in Scozia nel 1719 a sostegno dei giacobiti ne uscì sconfitta e la pace fu infine ripristinata dal trattato dell'Aia.
Nel gennaio 1727, la Spagna dichiarò l'annullamento delle disposizioni del trattato di Utrecht relative a Gibilterra sulla base del fatto che la Gran Bretagna aveva violato i suoi termini estendendo le fortificazioni di Gibilterra oltre i limiti consentiti, consentendo a ebrei e mori di vivere lì, non riuscendo a proteggere i cattolici e danneggiando le entrate della Spagna autorizzando il contrabbando. Le forze spagnole avviarono un assedio e un bombardamento di Gibilterra il mese seguente, causando gravi danni per via delle numerosissime cannonate. I difensori resistettero agli attaccanti e furono rinforzati e riforniti da una forza navale britannica. Maltempo e problematiche di approvvigionamento spinsero gli spagnoli a interrompere i combattimenti alla fine di giugno.

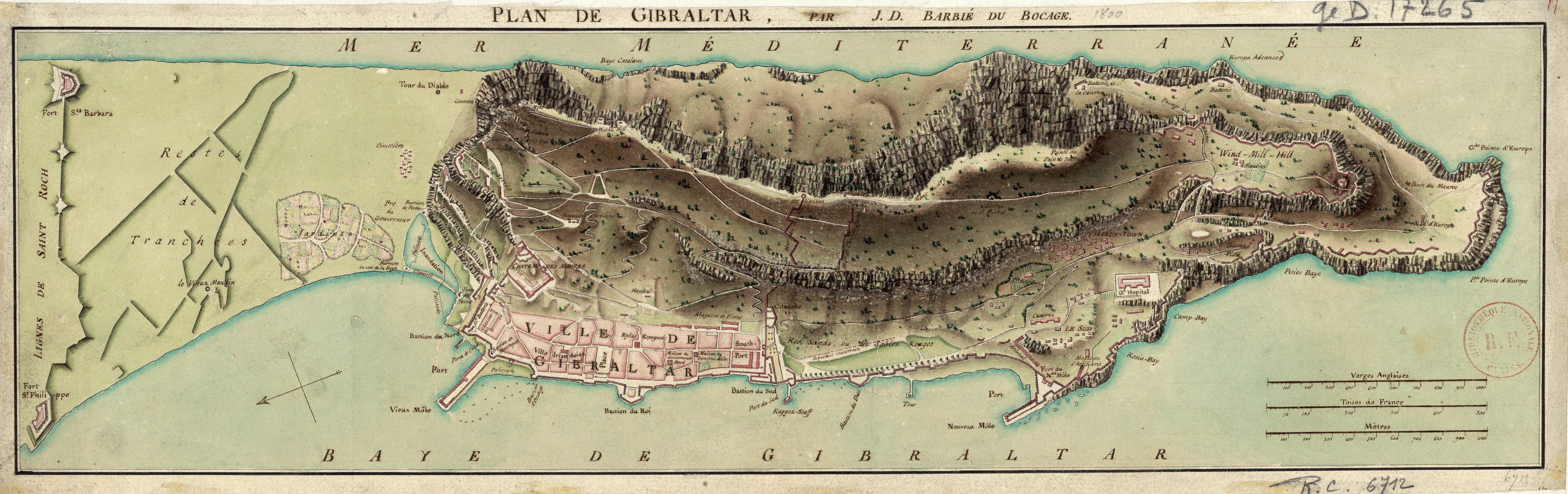
Una mappa di Gibilterra e delle sue fortificazioni, disegnata nel 1799 da Jean-Denis Barbié du Bocage

La presa della Gran Bretagna su Gibilterra fu riconfermata nel 1729 dal trattato di Siviglia, che non soddisfaceva nessuna delle due parti; gli spagnoli anelavano a riottenere Gibilterra, mentre gli inglesi non sopportavano la prosecuzione delle restrizioni imposte dal trattato di Utrecht. La Spagna rispose l'anno seguente costruendo una linea di fortificazioni attraverso l'estremità superiore della penisola, tagliando Gibilterra dall'entroterra. Le fortificazioni, note in inglese come Spanish lines e in spagnolo come La linea de Contravalación, conferirono il nome alla moderna città di La Línea de la Concepción. Gibilterra fu di fatto bloccata via terra, potendo però fare grande affidamento sul commercio con il Marocco per cibo e altre forniture.
La popolazione civile di Gibilterra crebbe a livello esponenziale nel corso del secolo: gli abitanti erano principalmente britannici, genovesi, ebrei, spagnoli e portoghesi. Nel 1754 si contavano 1 733 civili e 3 000 soldati di guarnigione, a cui si univano i 1 426 membri delle loro famiglie: il totale ammontava dunque a 6 159 anime. La popolazione civile aumentò a 3 201 prima del 1777, compresi 519 britannici, 1 819 cattolici (ovvero spagnoli, portoghesi, genovesi, ecc.) e 863 ebrei. Ogni gruppo aveva delle caratteristiche che lo contraddistinguevano nella fortezza. Lo storico spagnolo López de Alaya, in uno scritto del 1782, diceva delle comunità locali:
La vita per gli uomini di stanza nella parte settentrionale dello stretto era noiosa e dura, con punizioni corporali disposte anche per le offese più banali. Un batterista dei Fucilieri del Lancashire divenne famoso per essere l'uomo più frustato dell'esercito britannico, avendo ricevuto 30 000 frustate durante i suoi 14 anni di stanza a Gibilterra. Il suicidio e le diserzioni erano comuni a causa del tedio, della carenza di cibo e delle precarie condizioni di vita. A Middle Hill Battery, divenne necessario schierare le guardie per impedire ai soldati di disertare calandosi con delle corde lungo la parete della scogliera. Un soldato raccontava esasperato nel suo diario:

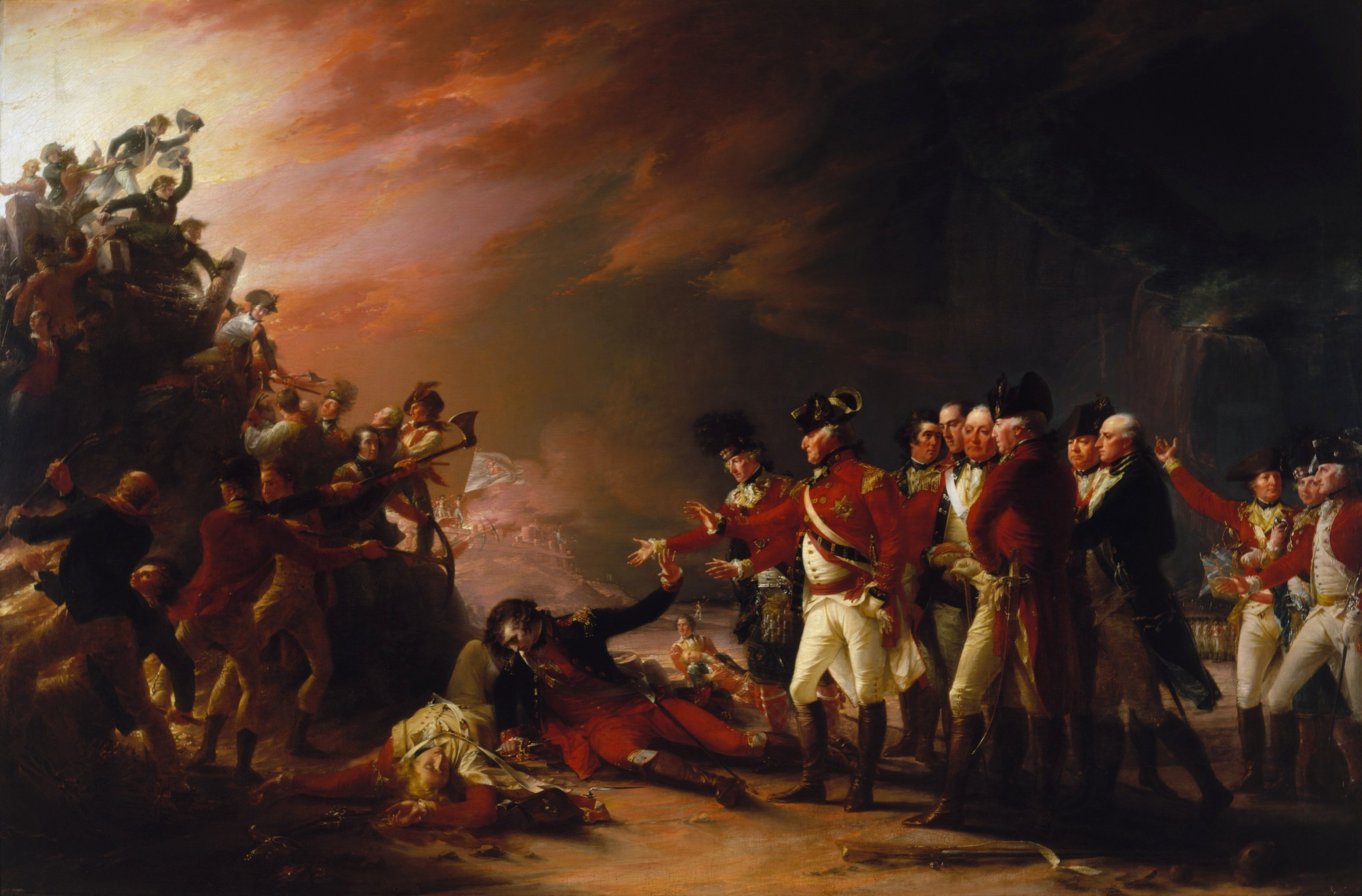
La sortita della guarnigione di Gibilterra la mattina del 27 novembre 1781 di John Trumbull, raffigurante una rappresaglia britannica avvenuta verificatosi durante il grande assedio di Gibilterra

Le fortificazioni di Gibilterra furono ammodernate e riallestite nel 1770 con la costruzione di nuove batterie, bastioni e facciate più lunghe. A spingere per la realizzazione di questi miglioramenti fu il colonnello di grande esperienza (in seguito maggiore generale) William Green, il quale avrebbe avuto un ruolo chiave alcuni anni dopo come ingegnere capo di Gibilterra. Fino al 1776, supervisionò i lavori anche il tenente generale George Augustus Elliott, un veterano delle precedenti guerre contro Francia e Spagna che assunse il governo di Gibilterra in un momento clou.
Nonostante i successi della Gran Bretagna nella guerra dei sette anni, la situazione per Londra si era complicata a livello economico, per via delle ingenti spese nella lotta con le tredici colonie dell'America britannica nel 1776, e a livello politico, considerata la costituzione di una coalizione anti-britannica in Europa. La Spagna dichiarò guerra alla Gran Bretagna dando luogo al conflitto anglo-spagnolo (1779-1783) e poi cercò di riconquistare Gibilterra con l'aiuto dei francesi.
Il grande assedio di Gibilterra durò dal 24 giugno 1779 al 7 febbraio 1783 e risultò uno dei più lunghi subiti dalle forze armate britanniche oltre che della storia. La flotta Franco-spagnola bloccò Gibilterra dal mare, mentre a terra un numeroso contingente si impegnò a erigere fortezze, ridotte, trincee e batterie da cui colpire Gibilterra. Gli spagnoli impegnarono un numero sempre crescente di truppe e navi nell'assedio, rimandando la prevista invasione dell'Inghilterra da parte dell'Armada del 1779. Dei rinforzi sopraggiunsero nel corso dell'assedio nella primavera del 1780 quando l'ammiraglio George Brydges Rodney requisì un convoglio spagnolo al largo di Capo Finisterre e sconfisse una flotta spagnola nella battaglia di Capo San Vincenzo: la situazione fu sfruttata per mobilitare 1 052 uomini nelle aree del conflitto e svariati approvvigionamenti.
I difensori britannici continuarono a resistere a tutti i tentativi di catturare Gibilterra nella modalità messa in atto dagli avversari, ma i rifornimenti iniziarono di nuovo a scarseggiare. Il 12 aprile 1781 entrò nella baia lo squadrone del vice ammiraglio George Darby composto da 29 navi della linea incaricate di scortare 100 navi mercantili dall'Inghilterra verso lo stretto. La flotta spagnola non fu in grado di intercettare i rifornimenti di Darby e si decise di scagliare raffiche di cannonate sulla città, causando grande panico e terrore tra la popolazione civile. La scelta consapevole di bersagliare i civili non aveva precedenti storici e proseguì per 2 anni: tra i danni causati rientra la distruzione del patrimonio architettonico del periodo castigliano. Incapaci di far morire di fame il presidio, i francesi e gli spagnoli diedero luogo ad ulteriori attacchi via terra e via mare. La notte prima del grande attacco del 27 novembre 1781, i britannici uscirono silenziosamente dalle strutture difensive e sorpresero i nemici di guardia alle trincee, rimandando l'attacco alla rocca per qualche tempo.
Il 13 settembre 1782 gli alleati borbonici mossero l'offensiva; 5 190 combattenti, sia francesi che spagnoli, a bordo di dieci "batterie galleggianti", di recente impiegate in guerra, con 138 cannoni pesanti, nonché 18 navi della linea, 40 cannoniere spagnole e 20 bombarde per un totale di 30 000 marinai e uomini sulle imbarcazioni. A fornire ausilio furono 86 cannoni dalla terraferma e 35 000 truppe spagnole e francesi (7 000-8 000 francesi) di fanteria con l'intenzione di assaltare le fortificazioni una volta che sarebbero state colpite. I 138 cannoni aprirono il fuoco dalle batterie galleggianti nella baia e gli 86 cannoni sulla terraferma, concentrandosi sulle fortificazioni dopo settimane di fuoco preparatorio d'artiglieria. Il presidio rispose con delle palle da cannone incendiarie per scatenare incendi e affondare le imbarcazioni che cercavano di distruggere le postazioni inglesi. Ad affondare risultarono tre batterie galleggianti proprio grazie allo strumento adoperato dai difensori. Allo stesso modo, sette batterie subirono la stessa sorte e le vittime sulle navi franco-spagnole ammontarono a 719 uomini (molti dei quali morirono annegati).
In Gran Bretagna l'Ammiragliato considerò i piani per un generale ri-allestimento di Gibilterra, optando per inviare a difesa del luogo una flotta più numerosa ma più lenta, piuttosto che una più piccola e più veloce. Nel settembre 1782 una grande flotta partì da Spithead al servizio di Richard Howe per giungere infine al largo di cabo de São Vicente il 9 ottobre. La sera seguente scoppiò una tempesta che allontanò le diverse unità della flotta spagnola e francese, consentendo così a Howe di navigare senza impicci a Gibilterra. Un totale di 34 navi di linea scortarono 31 navi da trasporto, con a bordo rifornimenti, cibo e munizioni. La flotta era composta inoltre dal 25º, 59º e 97º reggimento di fanteria, i quali elevarono il numero totale degli uomini a disposizione nel presidio a oltre 7 000. Howe, dopo aver lasciato Gibilterra, salpò e combatté una battaglia dall'esito incerto al largo di capo Spartel con i franco-spagnoli prima di ritirarsi in Gran Bretagna come gli era stato ordinato.
Le ostilità proseguirono ancora per alcuni mesi, ma nella primavera del 1783 un accordo di pace preliminare portò alla cessazione delle stesse. Solo nel febbraio 1783 il grande assedio di Gibilterra poté dirsi pressoché concluso: gli eventi degli anni precedenti resero improponibile l'ipotesi politica del governo britannico di prendere di nuovo in considerazione l'idea di scambiare Gibilterra, sebbene il re Giorgio III preconizzò che sarebbe stata la causa "di un'altra guerra o, se non altro, di un rapporto astioso alla prima occasione" ed espresse la sua volontà di "sbarazzar[s]i, se possibile, di Gibilterra [...] Non penserò che la pace sia certa fin quando non ci libereremo dal peso di Gibilterra". Il generale Eliott e il presidio furono lodati per il loro eroismo e la tenacia della loro difesa della rocca acquisendo, come riporta uno scrittore, "una sorta di aura religiosa". Il pubblico britannico manifestò "un attaccamento emotivo, sebbene irrazionale, al luogo". Il titolo di fortezza inespugnabile che si guadagnò Gibilterra originò l'espressione, rivelatasi quasi profetica se si considerano gli eventi accaduti nei secoli successivi, "saldo come la rocca di Gibilterra".

### Gibilterra: una colonia britannica in Europa meridionale
Dopo il grande assedio, la popolazione civile di Gibilterra - scesa a meno di 1 000 abitanti - crebbe rapidamente man mano che il territorio divenne sia un luogo di opportunità economiche sia un rifugio dalle guerre napoleoniche. La perdita della Gran Bretagna delle colonie nordamericane nel 1776 portò a reindirizzare gran parte del suo commercio verso nuovi mercati in India e nelle Indie orientali. La rotta preferita verso est conduceva attraverso l'Egitto, anche prima che fosse costruito il canale di Suez, e Gibilterra fu il primo porto britannico raggiunto dalle navi che vi si dirigevano. Gli intensi traffici marittimi conferirono presto a Gibilterra un ruolo notevolmente maggiore come porto commerciale. Allo stesso tempo, costituì un'eccezione nel Mediterraneo occidentale alla devastazione delle guerre napoleoniche. Molti dei nuovi immigrati erano genovesi fuggiti per via dell'annessione di Napoleone della vecchia Repubblica di Genova. Nel 1813 quasi un terzo della popolazione era composta da genovesi e italiani. I portoghesi costituivano un altro 20%, gli spagnoli il 16,5%, gli ebrei il 15,5%, gli inglesi il 13% e i minorchini il 4%. Un giovane Benjamin Disraeli descrive gli abitanti di Gibilterra come una commistione di "Mori con costumi radiosi come un arcobaleno o melodramma orientale, ebrei in gabardine e kippah, genovesi, montanari e spagnoli". Le etnie erano suddivise chiaramente secondo uno schema piramidale, con gli ufficiali britannici al vertice e quelli ebrei alla base. L'ufficiale navale americano Alexander Slidell Mackenzie, in uno scritto del 1829, racconta in maniera assai esplicita dei commercianti e dei frequentatori del mercato in quella che oggi è John Mackintosh Square:
Gibilterra era un luogo malsano in cui vivere a causa della scarsa igiene e del sovraffollamento. Si verificarono ripetute epidemie di febbre gialla e colera, che uccisero migliaia di abitanti e membri della guarnigione. Un'epidemia nella seconda metà del 1804 uccise più di un terzo dell'intera popolazione civile e militare. Horatio Nelson scrisse il marzo successivo augurandosi che Gibilterra "sfugga al terribile flagello dell'autunno scorso, e spero che il generale [John Edward] Fox abbia bruciato tutte le piccole abitazioni nelle aree meno centrali; forse, se metà della città se ne andasse con loro, sarebbe meglio per la rocca".

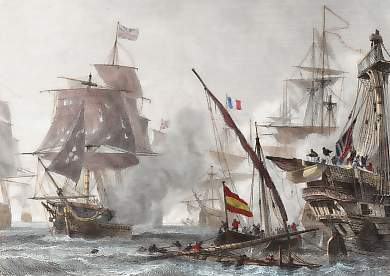
La prima battaglia di Algeciras (6 luglio 1801) al largo di Gibilterra, come immaginata in Algeciras, 6 Juillet 1801 da Antoine Léon Morel-Fatio

Durante le guerre contro la Francia napoleonica, Gibilterra risultò funzionale dapprima come base della Royal Navy per bloccare i porti di Cadice, Cartagena e Tolone, quindi come punto di appoggio per le truppe e gli equipaggiamenti britannici nella guerra d'indipendenza spagnola tra il 1807 e il 1814. A luglio 1801 una forza navale franco-spagnola combatté le due battaglie di Algeciras al largo di Gibilterra, conclusasi in una disfatta per gli spagnoli quando due delle loro più imponenti navi da guerra si confusero scambiandosi per nemici e si speronarono prima di incendiarsi e di esplodere, comportando la morte quasi 2.000 marinai. Due anni dopo Gibilterra venne impiegata come base da Horatio Nelson nei suoi tentativi di spingere alla guerra l'ammiraglio francese Pierre Charles Silvestre de Villeneuve, culminati in futuro con la battaglia di Trafalgar nel corso della quale Nelson fu ucciso e Villeneuve catturato. Nelson salpò per Gibilterra nel giugno 1803 per avviare la campagna di Trafalgar e sorvegliare i blocchi contro Francia e Spagna, anche se trascorse poco tempo sulla terraferma. Il 28 ottobre 1805, una settimana dopo la battaglia di Trafalgar, l'HMS Victory gravemente danneggiata approdò a Gibilterra con il corpo di Nelson a bordo; la vicenda legata all'incontro dell'ammiraglio Collingwood con il generale Fox per annunciare la vittoria e la morte di Nelson fu riportata nelle pagine del Gibraltar Chronicle. Si trattò del primo quotidiano al mondo a riportare la vittoria a Trafalgar, due settimane prima del Times.
Negli anni seguenti a Trafalgar, Gibilterra divenne un centro di approvvigionamento precipuo per fomentare la rivolta spagnola contro Napoleone. L'invasione francese della Spagna nel 1808 spinse i britannici di stanza a Gibilterra ad attraversare il confine e distruggere il complesso di fortezze spagnole site intorno alla baia, così come le antiche linee fortificate spagnole sull'istmo, per impedire ai francesi la possibilità di assediare Gibilterra o dominare la baia per mezzo di batterie costiere. Le forze francesi si spinsero fino a San Roque, appena a nord di Gibilterra, ma non tentarono di attaccarla poiché ritenevano che fosse inespugnabile. I francesi assediarono Tarifa, più a sud sulla costa, nel 1811–1212, ma desistettero dopo un mese. Gibilterra non subì ulteriori minacce militari per un secolo.
Dopo il ripristino della pace, Gibilterra subì importanti cambiamenti durante il governatorato riformista del generale George Don, in carica in quel ruolo dal 1814. Il danno causato dal grande assedio del 1779-1783 era stato da tempo riparato, ma Gibilterra preservava ancora caratteristiche tipiche di un insediamento medievale per via della sua struttura e delle strade strette. La mancanza di un adeguato drenaggio fu inoltre uno dei fattori principali a contribuire alle devastanti epidemie. Don implementò fogne e drenaggi migliori, introdusse l'illuminazione stradale, ricostruì l'ospedale di San Bernardo perché si prendesse cura, qualora occorresse, della popolazione civile e avviò la costruzione della cattedrale della Santa Trinità per soddisfare i residenti protestanti di Gibilterra. Per la prima volta, i cittadini iniziarono ad avere voce in capitolo nell'amministrazione di Gibilterra. Una biblioteca commerciale e di scambio fu fondata nel 1817, con il comitato di scambio inizialmente focalizzato sulla tutela e promozione degli interessi dei mercanti che operavano nella fortezza. Il comitato mutò a mo' di un governo locale, sebbene non disponesse di poteri effettivi. Nel 1821 fu istituito un Consiglio Comunale e nel 1830 Gibilterra divenne una colonia della corona. Nello stesso anno emerse la polizia di Gibilterra, modellata sull'avveniristica Metropolitan Police Service di Londra, e una Corte suprema per controversie in campo civile, penale e misto.
La storia di Gibilterra ricevette uno svolta improvvisa a seguito dell'invenzione dei battelli a vapore; il primo a raggiungere il porto di Gibilterra vi approdò nel 1823. e l'avvento degli stessi comportò un grande cambiamento nelle rotte commerciali nel Mediterraneo. Il trasbordo, in precedenza principale pilastro economico di Gibilterra, venne in gran parte rimpiazzato dal lavoro molto meno redditizio di manutenzione dei battelli a vapore attraverso il carbone, l'approvvigionamento e il trasporto di merci. Sebbene Gibilterra divenne una stazione di rifornimento chiave in cui le navi a vapore britanniche si rifornivano di carburante sulla rotta per Alessandria d'Egitto o capo Horn, si assistette ad un periodo di prolungata depressione perdurata fino alla fine del secolo. La domanda di manodopera per il carbone divenne tale che Gibilterra avviò la pratica di fare affidamento su un gran numero di lavoratori spagnoli provenienti dall'estero. In questo contesto, prese vita una baraccopoli sul sito delle antiche fortificazioni spagnole appena oltre il confine, presso La Línea de la Concepción. Lo scarso commercio comportò una bassa differenza in termini di popolazione tra il 1830 e il 1880, sebbene la situazione fosse più florida del sud della Spagna, estremamente povero. Di conseguenza, la popolazione di La Línea raddoppiò nello stesso periodo e quadruplicò nel ventennio successivo.

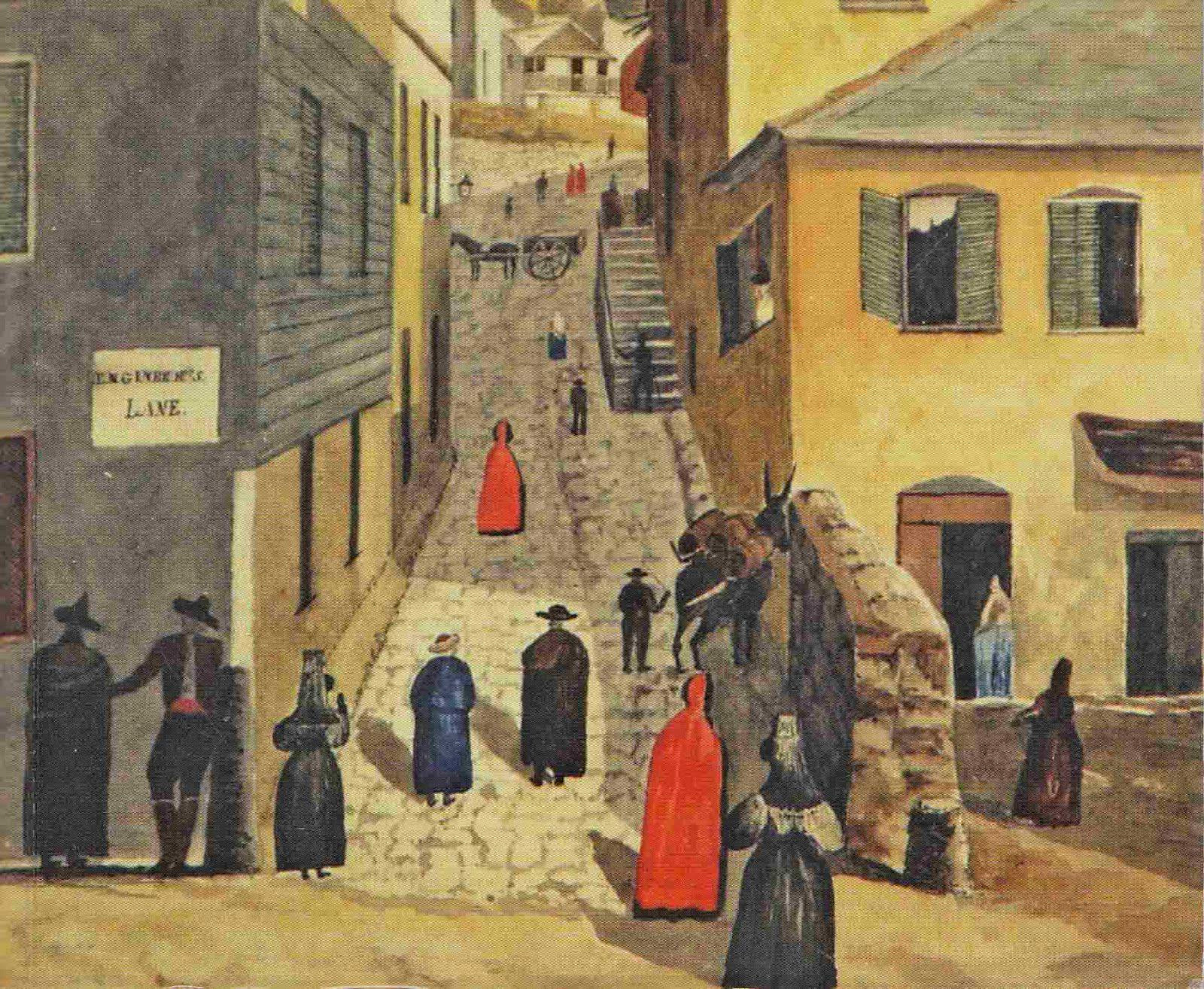
Castle Street, Gibilterra, di Frederick Leeds Edridge, 1833

Visitando Gibilterra a metà del XIX secolo, lo scrittore inglese Richard Ford annotava nel suo Manuale per i viaggiatori in Spagna che "le differenze tra nazioni e costumi sono molto curiose: in questa realtà a metà strada tra Europa, Asia e Africa è preservata una cultura eterogenea, dove ogni uomo si veste coi suoi abiti tradizionali e si esprime nella propria lingua. Civiltà e barbarie si scontrano davvero qui [...] o la rocca, come l'Algeria, è un rifugio per truffatori indigenti e per le persone di tutte le nazioni che si espatriano per il bene del loro paese di origine". Descriveva la via principale della città come "l'antitesi di una città spagnola", fiancheggiata da "innumerevoli case in mattoni", che la rendeva un "covo di gin e intemperanza; ogni cosa e corpo è in movimento non c'è silenzio né quiete; tutto avviene di fretta e furia, perché il tempo è denaro e Mammona è il dio di Gib, la versione volgarizzata del nome [...] L'intero commercio della penisola sembra condensato in questo microcosmo, dove si incontrano tutti i credi e le nazioni".
Le relazioni con la Spagna durante il XIX secolo furono generalmente amichevoli. Ai soldati britannici regolari venne vietato di attraversare il confine, ma gli ufficiali potevano recarsi liberamente la Spagna, così come gli abitanti di Gibilterra, alcuni dei quali avevano seconde case nella città di San Roque a circa 10 km di distanza. La guarnigione introdusse nel 1812 l'attività assai britannica della caccia alla volpe, che vide partecipare ufficiali britannici e signori spagnoli locali inseguire volpi attraverso nel campo di Gibilterra. Una delle principali controversie durante questo periodo riguardò il contrabbando oltre confine. Il problema sorse dopo che la Spagna impose delle tariffe sui manufatti esteri come offerta per proteggere le imprese industriali nascenti nel regno iberico. Anche il tabacco venne pesantemente tassato, rendendolo in tal modo una delle principali fonti di entrate del governo. Il risultato inevitabile fu che Gibilterra, dove erano disponibili tabacco e merci a buon mercato, divenne un centro di intensa attività di contrabbando. Il momento economico poco florido rese il commercio clandestino uno dei primi impieghi gibilterrini, tanto da spingere il viaggiatore irlandese della metà del XIX secolo Martin Haverty a definire la parte settentrionale dello stretto "il grande deposito di contrabbando per la Spagna". Il generale Robert Gardiner, governatore tra il 1848 e il 1855, raccontò la vita quotidiana in una lettera al primo ministro britannico Lord Palmerston:

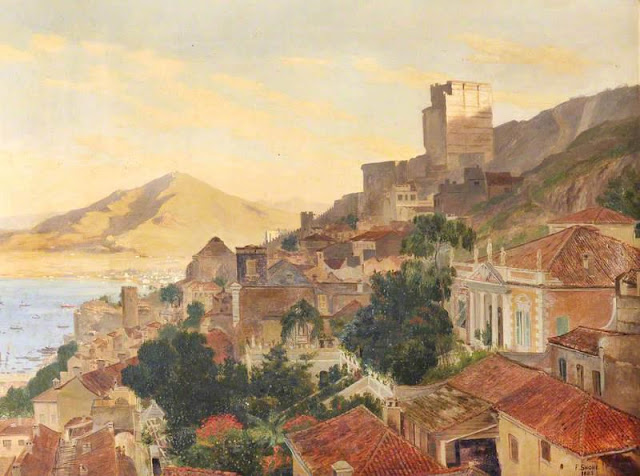
Panorama di Gibilterra visto da nord, opera di Frederick William J. Shore (1883)

Il problema fu infine tamponato sancendo dazi per le merci importate, il che le rese molto meno allettanti per i trafficanti e permise di apportare gli urgenti miglioramenti dei servizi igienico-sanitari. Nonostante le tecnologie introdotte all'inizio del secolo, le condizioni di vita a Gibilterra erano ancora terribili. Il colonnello Sayer, di guardia sul posto nel 1860, descrisse l'insediamento come "composto da abitazioni piccole e sovraffollate, mal ventilate, e quasi tutte prive di accesso a fonti d'acqua. Oltre 15 000 persone vivevano nello spazio di un miglio quadrato [2,5 km²]". Anche se, come detto, le fognature esistevano, la mancanza di acqua le rendeva praticamente inutili in estate e gli abitanti più poveri a volte non potevano permettersi abbastanza acqua anche solo per lavarsi. Un medico ha commentato che "stare all'aperto è molto più salutare di risiedere in molti degli alloggi nei bassifondi di Gibilterra". L'istituzione di un consiglio dei commissari sanitari nel 1865 e il lavoro su nuovi sistemi di drenaggio, fognature e di approvvigionamento idrico impedirono lo scoppio di ulteriori epidemie. Di pari passo, avvenne la realizzazione di un sistema di serbatoi sotterranei in grado di contenere 22,7 milioni di litri d'acqua all'interno della rocca di Gibilterra. Si provvide ad eseguire altri lavori pubblici: un impianto a gas nel 1857, un collegamento telegrafico nel 1870 e l'elettricità nel 1897. Gibilterra sviluppò anche un sistema scolastico di alta qualità, con ben 42 scuole entro il 1860.
Alla fine del XIX secolo, i "gibilterrini" ricevettero per la prima volta una menzione ufficiale. Fu solo nel 1830 che i residenti di Gibilterra iniziarono a superare in numero gli stranieri e, nel giro di un sessantennio, nel 1891 quasi il 75% della popolazione totale (19 011 persone) era nato a Gibilterra. L'emergere dei cittadini locali come gruppo distinto fu dovuto alla necessità di controllare il numero della popolazione civile, poiché Gibilterra era ancora, prima di tutto, una fortezza militare. Due disposizioni del Consiglio del 1873 e del 1885 statuirono che nessun figlio di genitore straniero potesse nascere a Gibilterra, nessuno straniero poteva rivendicare il diritto di soggiorno e che solo gli abitanti nati a Gibilterra avevano il diritto di risiedervi; tutti gli altri necessitavano di permessi, a meno che non lavorassero per la corona britannica. Oltre ai 14 244 gibilterrini, risiedevano 711 cittadini britannici, 695 maltesi e 960 abitanti di altri domini britannici. Vi erano 1 869 spagnoli (di cui 1 341 donne) con un numero minore di portoghesi, italiani, francesi e marocchini.

### Gibilterra tra guerra e pace

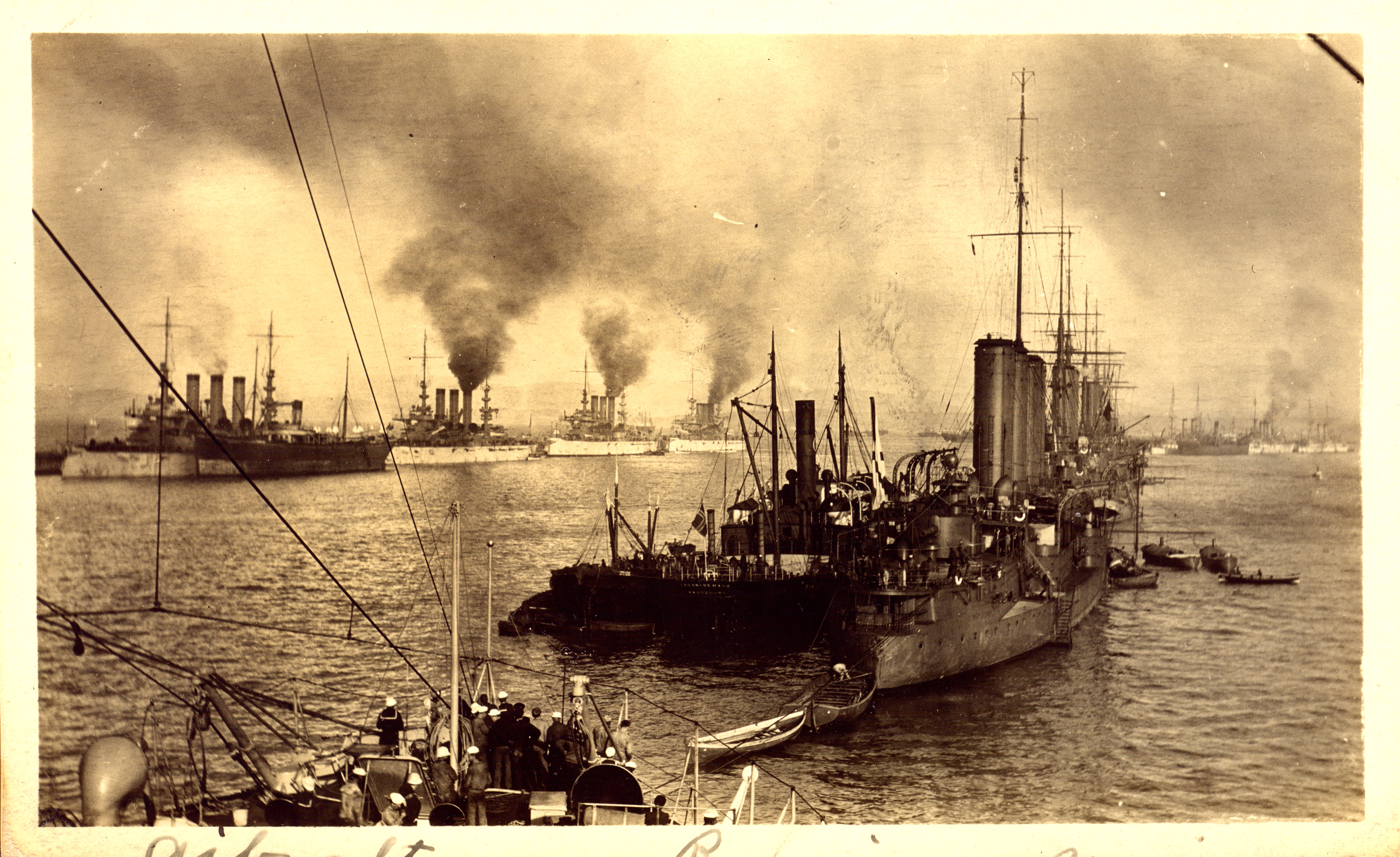
La Great White Fleet degli Stati Uniti in visita al porto di Gibilterra nel febbraio 1909

Tra la fine del XIX secolo e l'inizio del XX, il futuro di Gibilterra come colonia britannica era assolutamente nebuloso. Il suo valore economico stava diminuendo, poiché una nuova generazione di navi a vapore che potevano permettersi di solcare le acque più a lungo non necessitava di soste intermedie per il rifornimento del carburante. Anche il suo potenziale bellico era sempre più in discussione per via dell'obsolescenza delle strutture difensive. Nuovi cannoni a lungo raggio che scagliavano colpi altamente esplosivi potevano senza grosse difficoltà raggiungere Gibilterra dall'altra parte della baia o dall'entroterra spagnolo, mentre l'invenzione dei siluri rendeva vulnerabili anche le navi ancorate nella baia. Il presidio avrebbe potuto tenere a lungo, ma se la costa spagnola fosse stata espugnata da un nemico, Gibilterra non avrebbe potuto essere rifornita come avvenne in maniera rocambolesca durante il grande assedio 120 anni prima.
Fu presa in considerazione la proposta spagnola di scambiare Gibilterra con Ceuta dall'altra parte dello stretto, più tardi però rigettata. Alla fine, si comprese che la posizione strategica di Gibilterra come base navale superava la sua potenziale vulnerabilità dal lato terrestre. Dal 1889, la Royal Navy fu notevolmente ampliata e sia Gibilterra che Malta furono dotate di nuovi porti a prova di siluro e di cantieri navali ampliati e modernizzati. I lavori a Gibilterra furono eseguiti da circa 2 200 uomini all'esorbitante prezzo di 5 milioni di sterline (0,5 miliardi di sterline in paragone con il 2013). Sotto la guida riformatrice dell'ammiraglio primo lord del mare John "Jacky" Fisher, Gibilterra divenne il centro operativo della flotta atlantica. Nell'immaginario collettivo inglese, Gibilterra era percepita come "un simbolo del potere navale britannico, un simbolo dell'impero costruito nel tempo e, più del leone britannico o persino dello stesso John Bull, è riuscita a coniugare il potere e il prestigio della Gran Bretagna in tutto il mondo".
Il valore della base navale risultò presto evidente quando scoppiò la prima guerra mondiale nell'agosto 1914. Solo poche ore dopo l'entrata in guerra della Gran Bretagna alla mezzanotte del 4 agosto, una nave tedesca fu affondata da un siluro lanciato da Gibilterra, la stessa sorte di altre tre navi nemiche il giorno seguente. Sebbene Gibilterra fosse lontana dai principali teatri di battaglia del conflitto - la Spagna rimase neutrale e il Mediterraneo non fu conteso come nella seconda guerra mondiale - giocò un ruolo importante nella lotta degli Alleati contro la campagna tedesca degli U-boot. La base navale fu sfruttata intensamente dalle navi da guerra alleate per rifornimenti e riparazioni. La baia divenne inoltre un punto di allestimento dei convogli alleati, mentre gli U-boot tedeschi si recavano nello stretto in cerca di bersagli. In un paio occasioni, i cannoni di Gibilterra spararono senza successo su due U-boot che attraversavano lo stretto. La lotta antisommergibile era agli albori e si rivelò impossibile impedire che gli U-boot non provassero a valicare lo stretto. Solo due giorni prima della fine della guerra, il 9 novembre 1918, l'SM UB-50 silurò e affondò la nave da battaglia HMS Britannia al largo di capo Trafalgar, a ovest di Gibilterra.
Il ripristino della pace comportò inevitabilmente una riduzione delle spese militari e un grande aumento del traffico delle navi da crociera e di linea verso Gibilterra. I transatlantici britannici che viaggiano da e verso l'India e il Sudafrica si fermavano abitualmente lì, così come le imbarcazioni francesi, italiane e greche che viaggiano da e verso l'America. Il bunkeraggio di petrolio acquisì un ruolo crescente così come l'industria del carbone. Nel 1933 fu istituito un campo d'aviazione sull'istmo che collegava Gibilterra alla Spagna. Anche la società civile è stata riformata; nel 1921 furono istituiti un consiglio esecutivo e un consiglio comunale eletto per assistere nelle sue funzioni il governatore, un primo passo verso l'autogoverno del territorio.

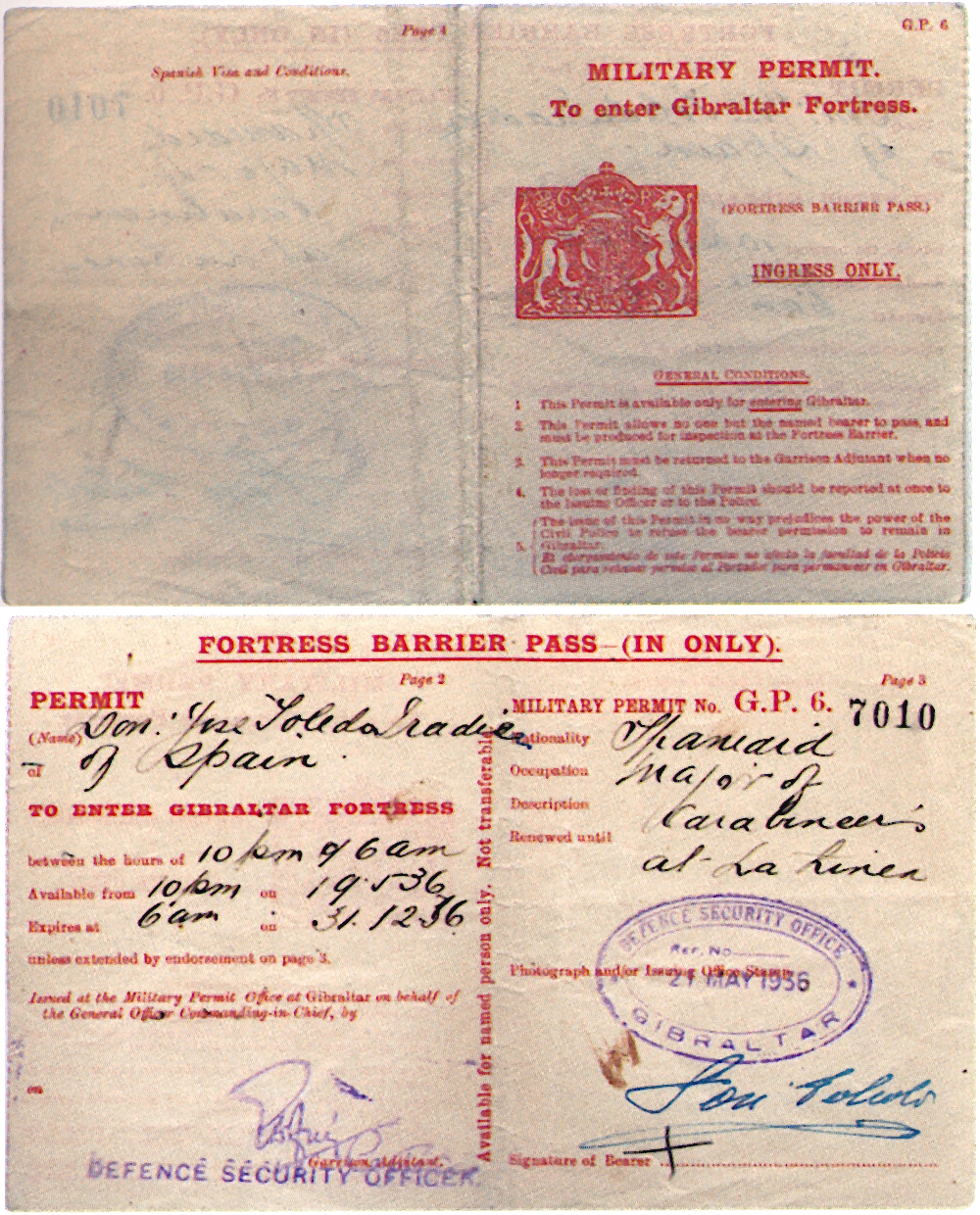
Speciali autorizzazioni richieste per fare ingresso a Gibilterra di notte mentre la guerra civile spagnola era in corso nel 1936

Lo scoppio della guerra civile spagnola nel luglio del 1936 presentò a Gibilterra importanti problemi di sicurezza, poiché inizialmente era in prima linea nel conflitto. La ribellione alla fine conclusasi in successo guidata dal generale Francisco Franco scoppiò attraverso lo stretto in Marocco, con il governo repubblicano spagnolo che cercò in diverse occasioni di riacquisire il controllo dell'area controllata dai nazionalisti nei pressi di Algeciras. Sebbene Gibilterra non fosse stata direttamente colpita dai combattimenti, la guerra comportò gravi disagi. Un numero indeterminato di rifugiati spagnoli, forse fino a 10 000 persone, fuggirono a Gibilterra, causando un grave sovraffollamento. Una pattuglia di non intervento, operativa a Gibilterra, fu allestita dalla Royal Navy per impedire al supporto bellico straniero di raggiungere i belligeranti in Spagna. Nel maggio del 1937, una delle navi coinvolte nella pattuglia, il cacciatorpediniere HMS Hunter, colpì una mina nazionalista e dovette essere rimorchiata a Gibilterra con otto membri dell'equipaggio morti. La guerra civile spagnola ebbe un profondo impatto sulla società gibilterrina. Da un lato, le autorità britanniche, le chiese anglicane e cattoliche e i ceti più abbienti appoggiarono i nazionalisti durante la guerra, mentre la classe operaia si schierò dalla parte dei repubblicani. Con l'Europa che sembrava andare verso un grosso inasprimento delle relazioni diplomatiche, il governo britannico optò per il rafforzamento delle difese di Gibilterra e il potenziamento della base navale per accogliere imbarcazioni da guerra e le portaerei di ultima generazione. La forza di difesa di Gibilterra (ora il reggimento reale di Gibilterra) vide la luce nel marzo del 1939 con il compito di difendere il sito.

### Seconda guerra mondiale

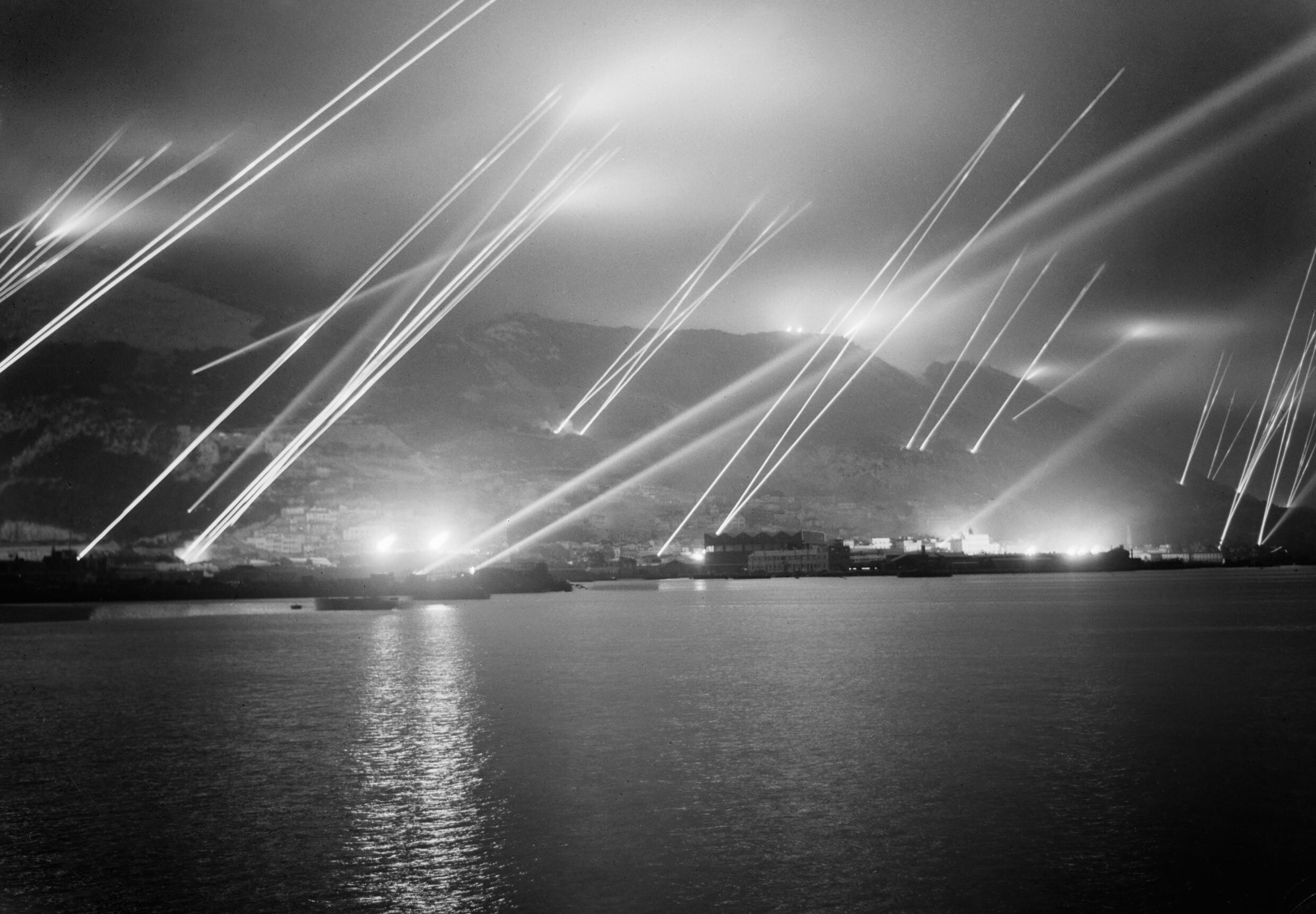
Proiettori da ricerca perlustrano il cielo notturno durante un'esercitazione antiaerea, 20 novembre 1942

Lo scoppio della seconda guerra mondiale nel settembre 1939 non causò inizialmente molte noie a Gibilterra, poiché la Spagna e l'Italia si dichiararono neutrali. La situazione cambiò drasticamente nella primavera del 1940, quando ad aprile la Germania invase la Francia e l'Italia si unì all'invasione a giugno. Il governo britannico temeva che anche la Spagna sarebbe entrata in guerra e ordinò di evacuare l'intera popolazione civile di Gibilterra nel maggio 1940. La maggior parte di essa fu trasferita nel Regno Unito, gli altri a Madera o in Giamaica: chi si allontanò autonomamente preferì Tangeri e la Spagna. Per l'ennesima volta nella loro storia, gli schemi delle fortezze vennero rivisitati e ammodernati; oltre 50 km di gallerie vennero scavate nella roccia e si installarono batterie antiaeree in numerose località del territorio. Un nuovo e potente gruppo navale chiamato Force H fu istituito a Gibilterra per sorvegliare l'ingresso nel Mediterraneo e sostenere le forze alleate nel Nord Africa, nel Mediterraneo e nell'Atlantico. L'aerodromo, dove ora agisce il RAF North Front di Gibilterra, fu ampliato sfruttando anche il terreno estratto dai lavori di tunnel, in modo da poter ospitare i bombardieri trasportati nel Nord Africa. La guarnigione aumentò notevolmente di numero, raggiungendo il picco di 17 000 nel 1943 con altri 20 000 marinai e aviatori alloggiati in contemporanea a Gibilterra.
Durante la battaglia dell'Atlantico, Gibilterra ebbe un ruolo fondamentale. Il sistema di convogli navali imbastito dalla Gran Bretagna dopo la resa della Francia nel giugno 1940 correva su due rotte: una rotta est-ovest tra il Regno Unito e il Nord America e una nord-sud tra il Regno Unito, Gibilterra e Freetown, centro principale della colonia di Sierra Leone. Anche prima della guerra, Gibilterra fu designata come uno dei principali punti di raccolta per i convogli diretti verso l'Europa. Dalla fine del 1942, Gibilterra assunse la veste della destinazione della rotta del convoglio nell'Atlantico centrale tra gli Stati Uniti e il Mediterraneo a sostegno delle operazioni alleate in Nord Africa, Sicilia, Italia e altrove nel panorama mediterraneo. Un numero elevatissimo di truppe e navi alleate percorse questa rotta; tra novembre 1942 e agosto 1945, 11 119 navi viaggiarono in 189 convogli tra Gibilterra e gli Stati Uniti e viceversa, e tra dicembre 1942 e marzo 1945, 536 134 truppe furono trasportate dagli Stati Uniti allo stretto.
Gibilterra fu coinvolta da vicino, sia con attacchi diretti che con piani segreti dell'intelligence nemica, in diverse occasioni. Gli aerei francesi di Vichy effettuarono dei bombardamenti nel 1940 dopo l'attacco a sorpresa della loro flotta da parte della marina reale e ci furono sporadiche incursioni ad opera di aerei italiani e tedeschi a lungo raggio, sebbene il danno causato non fosse significativo. La posizione di Franco cambiò leggermente da neutralità a "non belligeranza", che in pratica significava consentire alle potenze dell'Asse di operare di nascosto contro Gibilterra dal suolo spagnolo. Nonostante la volontà di Franco di trascurare le attività tedesche e italiane nella e intorno alla baia di Gibilterra, egli decise di non prendere parte all'operazione Felix pianificata da Adolf Hitler per impadronirsi del territorio. Un fattore decisivo che condizionò la sua decisione fu dovuto alla vulnerabilità delle derrate alimentari spagnole, poiché il paese era uscito da qualche mese dalla devastante guerra civile. Il Caudillo faceva affidamento sulle importazioni di grano dalle Americhe, che sarebbero state sicuramente tagliate se Franco si fosse scontrato con gli Alleati. Il Führer alla fine abbandonò il progetto Felix per perseguire altre priorità, come le invasioni della Jugoslavia e dell'Unione Sovietica.
Le spie tedesche e italiane sorvegliarono costantemente Gibilterra e cercarono di eseguire operazioni di sabotaggio, a volte con successo. Gli italiani effettuarono ripetutamente incursioni nel porto di Gibilterra: il modus operandi prevedeva l'impiego di siluri umani e sommozzatori che operavano dalla costa spagnola, al fine di danneggiare o affondare le navi mercantili. Tre spagnoli che agivano come spie e sabotatori dell'Abwehr tedesco furono catturati a Gibilterra nel 1942-1943 e impiccati. La minaccia a Gibilterra fu notevolmente ridotta dopo l'armistizio di Cassibile del settembre 1943.

### La Gibilterra postbellica

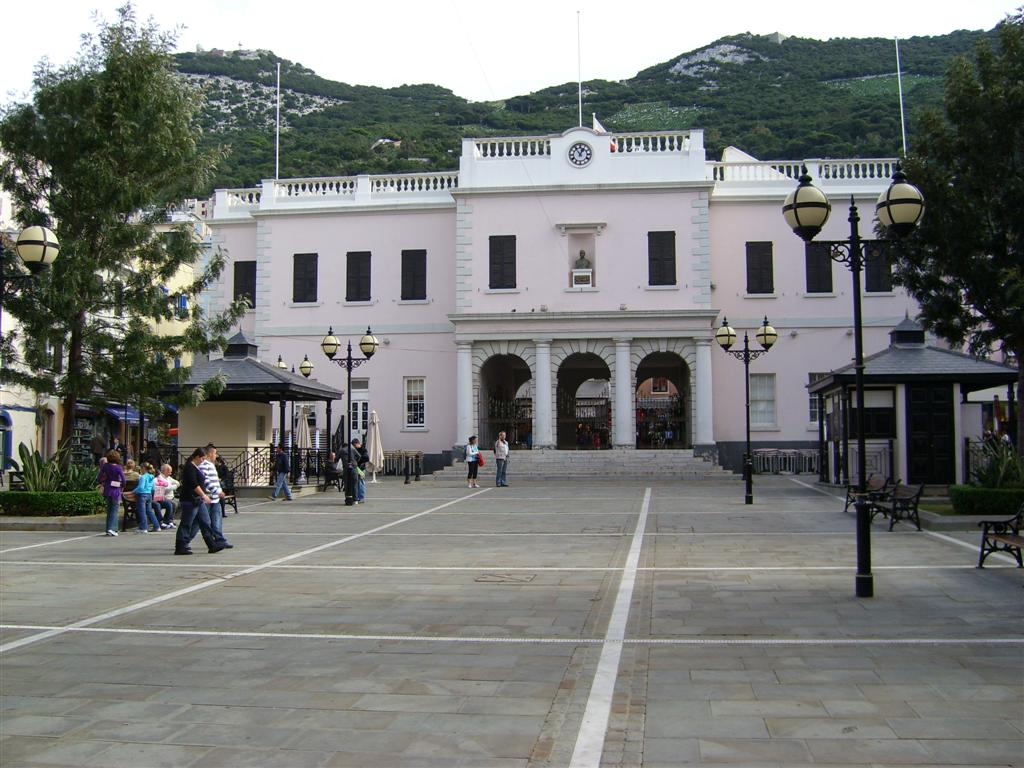
La Casa dell'Assemblea di Gibilterra (ora parlamento di Gibilterra), fondata nel 1969

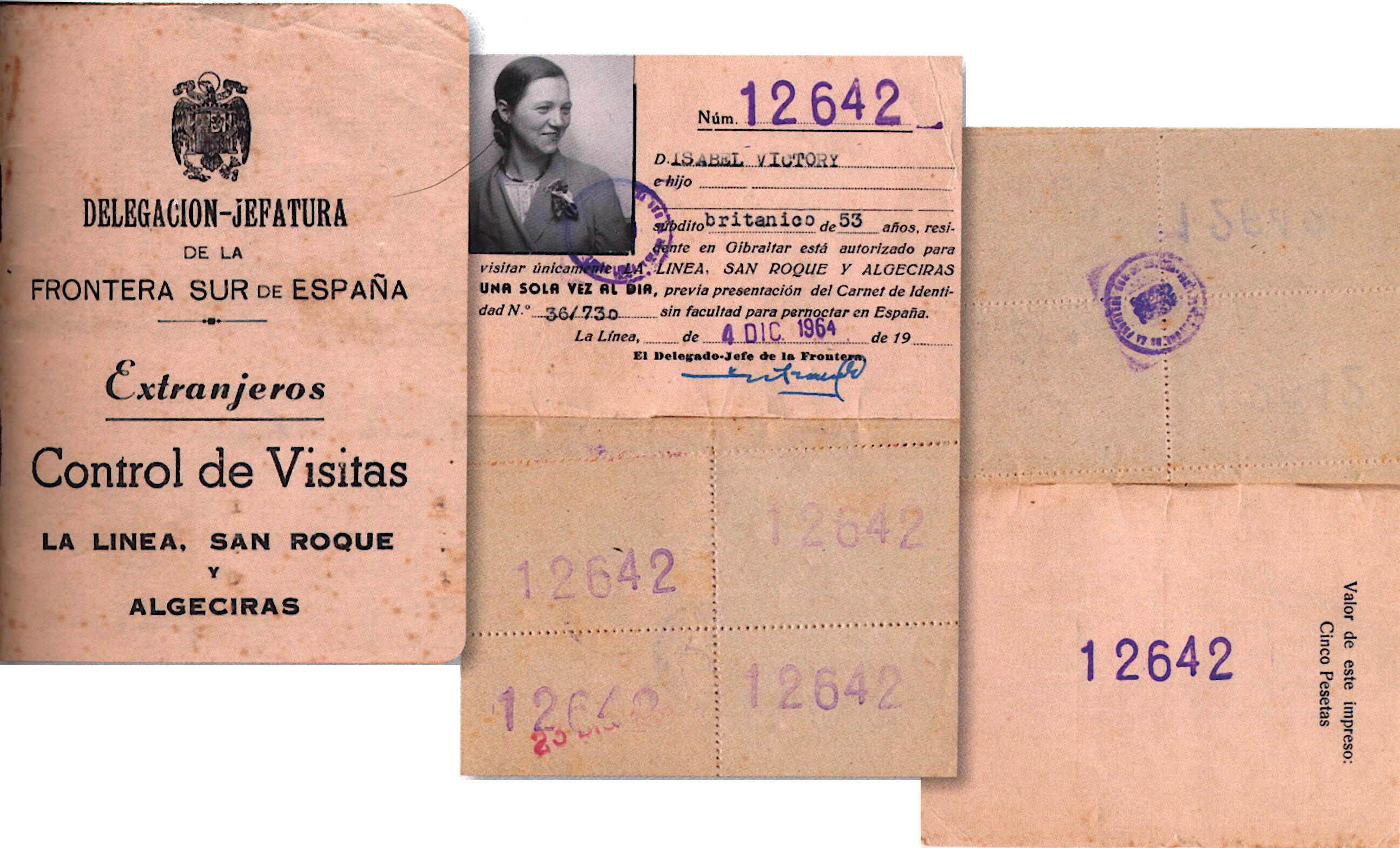
Visto di frontiera spagnolo per i residenti di Gibilterra che consentiva solo visite giornaliere

Sebbene la popolazione civile di Gibilterra avessero iniziato far ritorno già nell'aprile 1944, gli ultimi sfollati giunsero a casa solo nel febbraio 1951. Il problema più avvertito subito dopo la resa del Giappone fu la penuria di navi, poiché tutte quelle disponibili erano impegnate a trasportare le truppe in Gran Bretagna, mentre un dilemma più a lungo termine riguardò l'assenza di alloggi civili. La guarnigione fu trasferita all'estremità meridionale della penisola per liberare spazio e fu temporaneamente riutilizzato un alloggio militare per ospitare chi fosse tornato. Si attuò un programma per la costruzione di edifici abitativi, sebbene i progressi nel progetto furono lenti a causa della carenza di materiali da costruzione. Nel 1969, oltre 2 500 appartamenti erano stati edificati o erano in fase di realizzazione.
Nell'immediato dopoguerra, Gibilterra compì passi decisivi verso l'implementazione dell'autogoverno civile sulla maggior parte delle questioni di politica pubblica. L'Associazione per la promozione dei diritti civili (AACR), guidata dall'avvocato di Gibilterra Joshua Hassan, ottenne tutti i seggi alle prime elezioni del Consiglio comunale del dopoguerra nel 1945. Alle donne fu concesso il diritto di voto nel 1947 e nel 1950 si istituì il Consiglio legislativo. Il sistema bipartitico nacque nel 1955 con la creazione del Partito del Commonwealth come rivale dell'AACR. Nello stesso anno Hassan divenne il primo sindaco di Gibilterra. Il governatore preservò ancora l'autorità generale, essendo potenzialmente in grado di porre il veto o sostituirsi alle decisioni del Consiglio legislativo. Una simile prospettiva causò inevitabilmente tensioni quando le due figure non erano in sintonia, ma nel 1964 il governo britannico accettò di limitare i poteri del Governatore a questioni relative alla difesa, alla sicurezza e alle relazioni estere. Una nuova costituzione fu ultimata nel 1968 e promulgata nel 1969, fondendo il Consiglio Comunale e il Consiglio Legislativo in un'unica Camera dell'Assemblea (nota come Parlamento di Gibilterra dal 2006) con 15 membri eletti, due funzionari non eleggibili dal medesimo organo e un presidente. Il vecchio titolo di "Colonia di Gibilterra" fu rimosso e il territorio fu ribattezzato Città di Gibilterra.
Le relazioni postbelliche di Gibilterra con la Spagna furono guastate da un'intensificazione della disputa di lunga data sulla sovranità del territorio. Sebbene la Spagna non avesse tentato di impiegare la forza militare per riconquistare Gibilterra dal 1783, la questione non era sopita. Le controversie sul contrabbando e la frontiera marittima tra Gibilterra e la Spagna diedero luogo più volte a tensioni diplomatiche nel corso del XIX secolo. Pure la zona neutrale tra Spagna e Gibilterra era stata oggetto di controversie nel corso del XIX e XX secolo. In origine, si trattava di una striscia di sabbia non delimitata sull'istmo tra le linee di fortificazioni britanniche e spagnole, larga circa 1 km - la gittata di un colpo di cannone nel 1704. Nel corso degli anni, tuttavia, la Gran Bretagna assunse il controllo della maggior fetta di zona neutrale, gran parte della quale è ora occupata dall'aeroporto di Gibilterra: quest'espansione suscitò diversi malumori in Spagna.

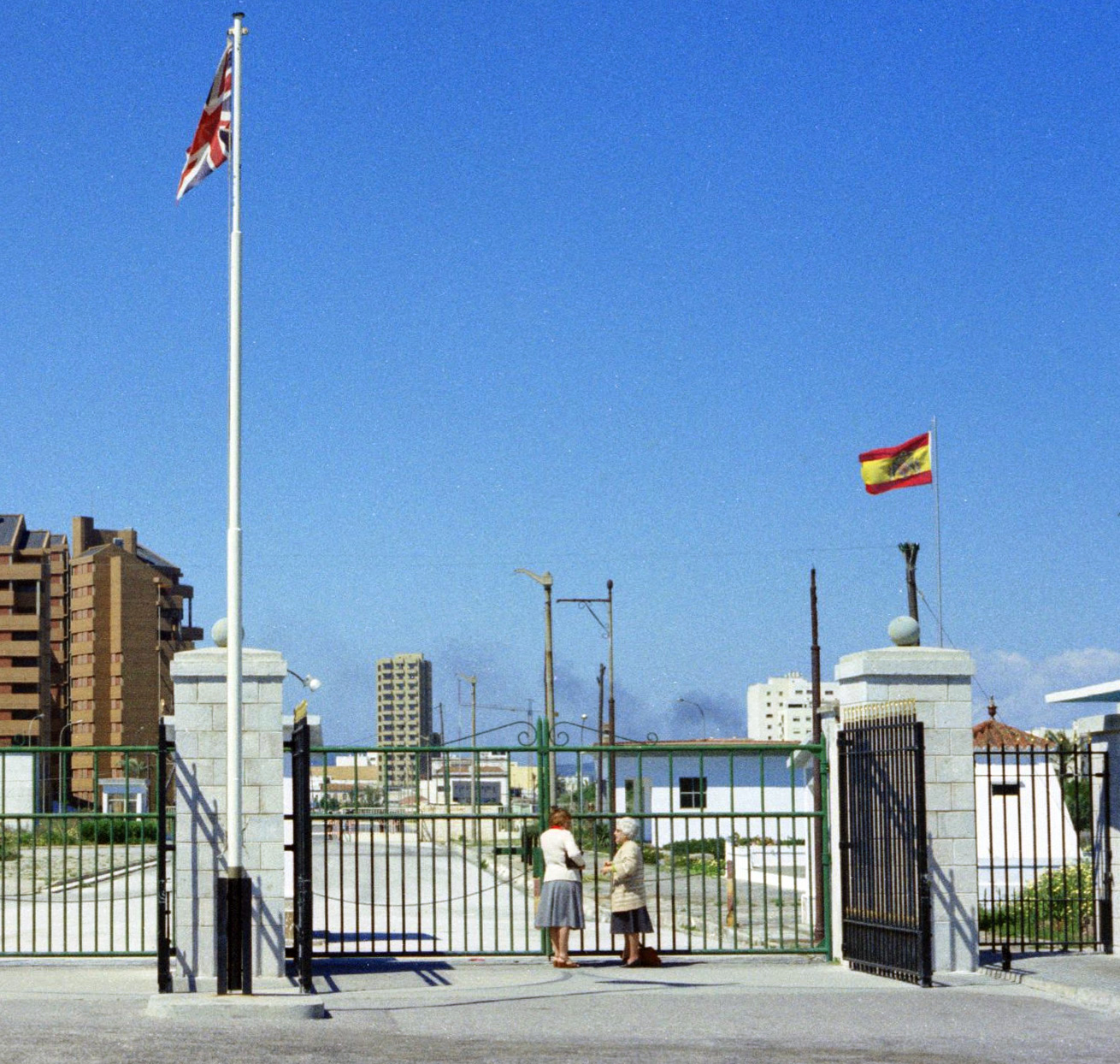
Due donne davanti alle porte chiuse al confine tra Gibilterra e la Spagna, 1977

La spinta spagnola a riconquistare la sovranità su Gibilterra fu alimentata dall'agenda di decolonizzazione delle Nazioni Unite avviata nel 1946. In quell'anno, la Gran Bretagna annoverava Gibilterra tra gli altri "Territori dipendenti d'oltremare" in concomitanza con la spinta verso la decolonizzazione, definizione non apprezzata da tutti per via della posizione geografica del possedimento; a causa dei termini del trattato di Utrecht, Gibilterra poteva essere solo britannica o spagnola e non poteva aspirare all'indipendenza. Il governo di Franco immaginò che la Gran Bretagna sarebbe stata disposta a rinunciare al costoso mantenimento di un luogo simile, privo del valore militare che l'aveva contraddistinto in passato: tuttavia, il giudizio si rivelò errato. La politica messa in atto dal governo britannico fu infatti quella di consentire alle sue colonie di diventare più autonome prima di poter chiedere una completa indipendenza. Quasi tutti scelsero questa seconda opzione, ma il caso di Gibilterra era un caso particolare perché, come ripetuto più volte, ai sensi del trattato di Utrecht l'ipotetica futura rinuncia della Gran Bretagna al possedimento ne avrebbe comportato la restituzione agli iberici. I gibilterrini si opposero a tale scenario e organizzarono un referendum nel settembre 1967, in cui 12 138 elettori optarono per rimanere con la Gran Bretagna e solo 44 appoggiarono l'unione con la Spagna. La Spagna respinse l'esito del referendum, definendo i cittadini locali "pseudo-gibilterrini" e affermando che i "veri" gibilterrini erano i discendenti degli abitanti spagnoli trasferitisi altrove nella regione più di 250 anni prima.
La disputa inizialmente assunse la forma di proteste simboliche e di una campagna da parte di diplomatici spagnoli e media affiliati allo stato. Dal 1954, la Spagna impose restrizioni sempre più stringenti al commercio e ai movimenti di veicoli e persone oltre il confine con Gibilterra. Ulteriori misure furono imposte nel 1964, e nel 1966 la frontiera fu chiusa ai veicoli. L'anno seguente, la Spagna chiuse il suo spazio aereo per gli aeromobili che decollavano o atterravano all'aeroporto internazionale di Gibilterra. Nel 1969, dopo l'approvazione dell'Ordine costituzionale di Gibilterra, a cui la Spagna si oppose con forza, la frontiera fu chiusa del tutto e si interruppero le telecomunicazioni tra il possedimento britannico e il Paese iberico.
La decisione spagnola ebbe importanti conseguenze non solo per quanto concerneva le relazioni politiche tra Spagna e Regno Unito, ma soprattutto per gli abitanti di Gibilterra, molti dei quali avevano parenti o case in Spagna. Come spiega uno dei gibilterrini che subì conseguenze negative per la chiusura della frontiera:
La morte di Franco nel 1975 condusse ad un riesame dei rapporti diplomatici tra Gran Bretagna e Spagna sulla questione di Gibilterra, anche se non subito. La Spagna chiese di aderire alla Comunità economica europea (CEE) e alla NATO, per le quali aveva bisogno del sostegno britannico. Nel 1980, i colloqui tra i ministri britannici e spagnoli portarono all'accordo di Lisbona, una dichiarazione sulla cooperazione tra i due paesi che li impegnava ad avviare negoziati sul futuro di Gibilterra e ad abolire le restrizioni spagnole alle comunicazioni con Gibilterra. Sebbene la Gran Bretagna avesse promesso di "onorare i desideri espressi liberamente e democraticamente del popolo di Gibilterra", il Primo ministro Margaret Thatcher segnalò alla Camera dei comuni che la sovranità sarebbe stata oggetto di discussione, in cambiamento rispetto alla politica precedente. Tuttavia, la questione del confine non fu riaffrontata a causa di "problemi tecnici" - gergo in codice per questioni irrisolte tra i due governi - e l'accordo fu fortemente contrastato da molti gibilterrini, i quali non desideravano che la sovranità fosse dibattuta anche per via dell'assenza di una loro delegazione ai colloqui. Lo scoppio della guerra delle Falkland nel 1982 causò un ulteriore ritardo. L'Argentina effettuò un'infruttuosa operazione di sabotaggio, mantenuta segreta all'epoca, che aveva lo scopo di affondare una fregata della Royal Navy nel porto di Gibilterra; i sabotatori furono catturati dalla polizia spagnola ad Algeciras prima che potessero eseguire il loro attacco. Un ulteriore accordo fu raggiunto a Bruxelles nel 1984, che chiariva l'accordo di Lisbona e richiedeva che la Gran Bretagna consentisse agli spagnoli di risiedere e lavorare a Gibilterra, come per altri cittadini di Paesi membri della CEE. Il confine fu infine riaperto completamente il 4-5 febbraio 1985.

### Dal 1990 a oggi

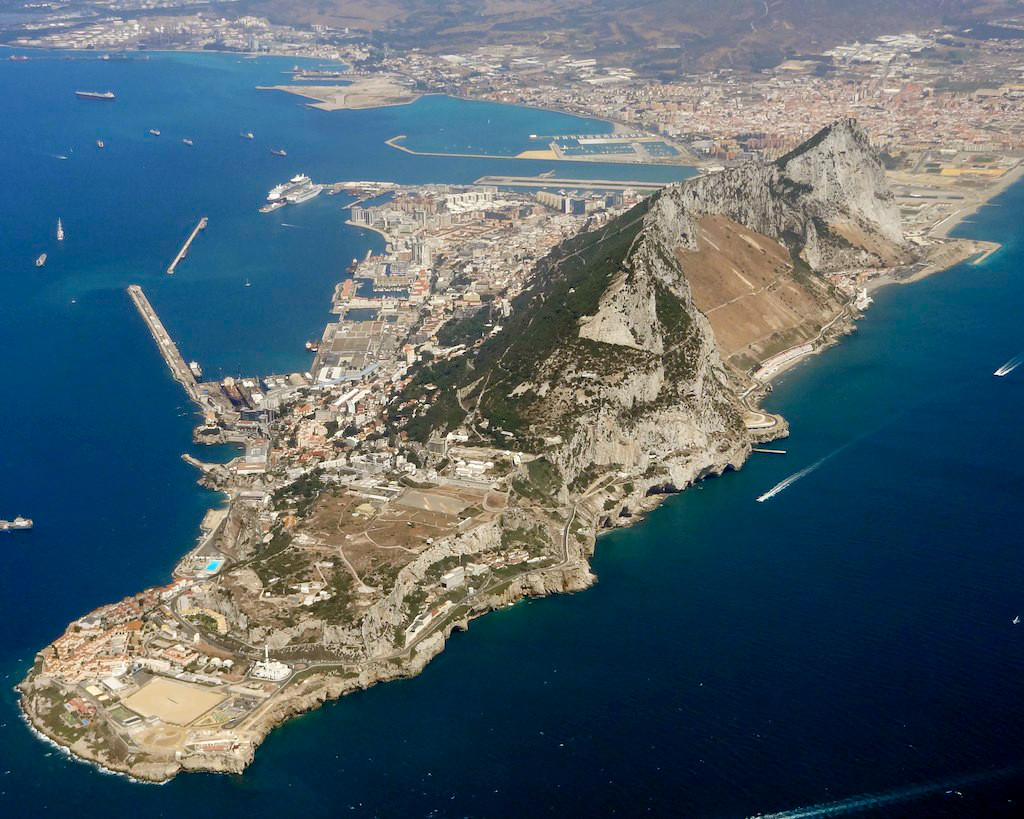
Gibilterra vista dall'alto nel 2011

Dopo la riapertura del confine, il governo britannico ridusse la presenza militare a Gibilterra chiudendo il cantiere navale. Anche la presenza della RAF è stata declassata; sebbene l'aeroporto rimanga ufficialmente una base RAF, i mezzi militari non sono più infatti lì stazionati in maniera permanente. Il presidio britannico, presente dal 1704, fu ritirato nel 1990 a seguito di tagli alla difesa alla fine della guerra fredda. Svariate unità militari continuano a essere di stanza a Gibilterra sotto l'egida delle forze britanniche di Gibilterra (British Forces Gibraltar); la guarnigione fu rimpiazzata da unità reclutate localmente del Reggimento reale di Gibilterra, mentre una presenza della Royal Navy continuò attraverso il Gibraltar Squadron, responsabile della sicurezza delle acque territoriali di Gibilterra. Nel marzo 1988 un'operazione militare britannica (Operazione Flavius) diretta contro membri della Provisional IRA (PIRA) che pianificava di piazzare un'autobomba a Gibilterra si concluse con un incidente diplomatico quando lo Special Air Service aprì il fuoco e uccise tutti e tre i membri del PIRA.
I tagli militari hanno avuto inevitabilmente implicazioni importanti per l'economia di Gibilterra, che fino a quel momento dipendeva in gran parte dalle spese per la difesa. Il governo del territorio si è concentrato a quel punto in maniera decisamente maggiore sulla promozione del turismo e sul perseguimento dell'autosufficienza. Il turismo locale è stato incentivato attraverso la ristrutturazione e la pedonalizzazione di aree pittoresche della città, la costruzione di un nuovo terminal passeggeri per accogliere i visitatori delle navi da crociera e l'apertura di nuovi porti turistici e strutture ricreative. Fino al 2011, Gibilterra ha attratto oltre 10 milioni di visitatori all'anno rispetto a una popolazione di 29.752, diventando uno dei luoghi con il rapporto turisti-residenti più alto al mondo.
Il governo ha inoltre sponsorizzato lo sviluppo di nuove industrie come servizi finanziari, negozi duty-free, casinò e giochi d'azzardo su Internet. Filiali delle principali catene britanniche come Marks & Spencer furono aperte a Gibilterra per attirare chi soggiornava nella vicina Costa del Sol. Per facilitare lo sviluppo economico, venne realizzato un importante programma di bonifica del territorio; un decimo dell'attuale superficie terrestre di Gibilterra fu recuperato dal mare. Queste iniziative riscossero ottimi risultati: nel 2007, il Primo Ministro Peter Caruana affermò in maniera molto convinta che la crescita così rapida di Gibilterra l'aveva resa "uno dei centri più ricchi del mondo intero". A partire dal 2013, Gibilterra si è classificata come il secondo territorio più prospero all'interno dell'Europa Unione e il 16° più prospero al mondo in termini di prodotto interno lordo e parità di potere d'acquisto pro capite (a confronto, il Regno Unito è 39º nel mondo e la Spagna 49ª). Oggi Gibilterra ha un ufficio di contabilità Big Four che fornisce lavoro a 10 000 persone, secondo solo alle Isole Vergini britanniche, e una banca in cui si contano 1 700 impiegati, la quinta per numero di clienti al mondo.
Le relazioni tra Gibilterra e la Spagna continuano a essere un argomento delicato. Nel 2002, la Gran Bretagna e la Spagna avevano proposto un accordo per condividere la sovranità su Gibilterra. Tuttavia, a frapporsi fu il governo di Gibilterra, che ha sottoposto la proposta a referendum nel novembre 2002. L'accordo è stato respinto con 17 000 voti a 187, una maggioranza del 98,97%. Sebbene entrambi i governi abbiano respinto il risultato in quanto privo di peso legale, il risultato del referendum ha comportato l'interruzione dei negoziati e il governo britannico ha ammesso che sarebbe stato illogico tentare di raggiungere un accordo senza il sostegno dei gibilterrini.
Il tricentenario della presa di Gibilterra fu celebrato nell'agosto 2004, suscitando alcune critiche in Spagna. Nel settembre 2006, i colloqui tripartiti tra Spagna, Gibilterra e Regno Unito hanno portato a un accordo (noto come Accordo di Cordova) per facilitare l'attraversamento del confine e migliorare i collegamenti di trasporto e comunicazione tra Spagna e Gibilterra. Tra le modifiche, vi era un articolo che aboliva le restrizioni sull'aeroporto di Gibilterra per consentire alle compagnie aeree che operano dalla Spagna di atterrare lì e facilitare l'uso dell'aeroporto da parte dei residenti spagnoli. Non è stata affrontata dal testo l'annosa questione della sovranità, ma questa volta il governo di Gibilterra ne aveva accettato il dibattito. Un nuovo Ordine costituzionale è stato promulgato nello stesso anno, approvato dalla maggioranza del 60,24% in un referendum tenutosi nel novembre 2006.
Più recentemente, lo status di Gibilterra tornò in auge, presentando nuove questioni da risolvere, durante il processo di uscita del Regno Unito dall'Unione europea. In occasione del referendum nel 2016, infatti, la stragrande maggioranza dei votanti gibilterrini si espresse a favore della permanenza nell'Unione. Alla fine un apposito accordo tra il governo di Londra e gli organismi di Bruxelles ha sancito il futuro ingresso del piccolo territorio nell'area Schengen.